# Llista d'asteroides (284001-285000)
Llista d'asteroides del 284.001 al 285.000, amb data de descoberta i descobridor. És un fragment de la llista d'asteroides completa. Als asteroides se'ls dona un número quan es confirma la seva òrbita, per tant apareixen llistats aproximadament segons la data de descobriment.

## 284001-284100
| Nom    | Designació provisional | Data de descobriment   | Lloc de descobriment | Descobridor/s             |
| ------ | ---------------------- | ---------------------- | -------------------- | ------------------------- |
| 284001 | 2004 TF98              | 5 d'octubre de 2004    | Kitt Peak            | Spacewatch                |
| 284002 | 2004 TX108             | 7 d'octubre de 2004    | Socorro              | LINEAR                    |
| 284003 | 2004 TA122             | 7 d'octubre de 2004    | Anderson Mesa        | LONEOS                    |
| 284004 | 2004 TP123             | 7 d'octubre de 2004    | Anderson Mesa        | LONEOS                    |
| 284005 | 2004 TL127             | 7 d'octubre de 2004    | Socorro              | LINEAR                    |
| 284006 | 2004 TR127             | 7 d'octubre de 2004    | Socorro              | LINEAR                    |
| 284007 | 2004 TT128             | 7 d'octubre de 2004    | Socorro              | LINEAR                    |
| 284008 | 2004 TB161             | 6 d'octubre de 2004    | Kitt Peak            | Spacewatch                |
| 284009 | 2004 TG163             | 6 d'octubre de 2004    | Kitt Peak            | Spacewatch                |
| 284010 | 2004 TS196             | 7 d'octubre de 2004    | Kitt Peak            | Spacewatch                |
| 284011 | 2004 TZ206             | 7 d'octubre de 2004    | Kitt Peak            | Spacewatch                |
| 284012 | 2004 TS214             | 9 d'octubre de 2004    | Kitt Peak            | Spacewatch                |
| 284013 | 2004 TG242             | 12 d'octubre de 2004   | Moletai              | K. Cernis, J. Zdanavicius |
| 284014 | 2004 TU274             | 9 d'octubre de 2004    | Kitt Peak            | Spacewatch                |
| 284015 | 2004 TX278             | 9 d'octubre de 2004    | Kitt Peak            | Spacewatch                |
| 284016 | 2004 TD293             | 10 d'octubre de 2004   | Kitt Peak            | Spacewatch                |
| 284017 | 2004 TG298             | 12 d'octubre de 2004   | Kitt Peak            | Spacewatch                |
| 284018 | 2004 TA362             | 15 d'octubre de 2004   | Socorro              | LINEAR                    |
| 284019 | 2004 TA368             | 7 d'octubre de 2004    | Kitt Peak            | Spacewatch                |
| 284020 | 2004 UL2               | 18 d'octubre de 2004   | Socorro              | LINEAR                    |
| 284021 | 2004 VE10              | 3 de novembre de 2004  | Anderson Mesa        | LONEOS                    |
| 284022 | 2004 VD16              | 5 de novembre de 2004  | Anderson Mesa        | LONEOS                    |
| 284023 | 2004 VP38              | 4 de novembre de 2004  | Kitt Peak            | Spacewatch                |
| 284024 | 2004 VV47              | 4 de novembre de 2004  | Kitt Peak            | Spacewatch                |
| 284025 | 2004 VV62              | 7 de novembre de 2004  | Socorro              | LINEAR                    |
| 284026 | 2004 VC64              | 7 de novembre de 2004  | Needville            | Needville                 |
| 284027 | 2004 VL79              | 3 de novembre de 2004  | Kitt Peak            | Spacewatch                |
| 284028 | 2004 WJ5               | 19 de novembre de 2004 | Socorro              | LINEAR                    |
| 284029 | 2004 XQ16              | 10 de desembre de 2004 | Begues               | J. Manteca                |
| 284030 | 2004 XV25              | 9 de desembre de 2004  | Catalina             | CSS                       |
| 284031 | 2004 XD56              | 10 de desembre de 2004 | Socorro              | LINEAR                    |
| 284032 | 2004 XS94              | 11 de desembre de 2004 | Socorro              | LINEAR                    |
| 284033 | 2004 XW101             | 9 de desembre de 2004  | Catalina             | CSS                       |
| 284034 | 2004 XA163             | 15 de desembre de 2004 | Socorro              | LINEAR                    |
| 284035 | 2004 XE164             | 3 de desembre de 2004  | Anderson Mesa        | LONEOS                    |
| 284036 | 2004 YO8               | 18 de desembre de 2004 | Mount Lemmon         | Mt. Lemmon Survey         |
| 284037 | 2004 YR19              | 18 de desembre de 2004 | Mount Lemmon         | Mt. Lemmon Survey         |
| 284038 | 2004 YP25              | 18 de desembre de 2004 | Socorro              | LINEAR                    |
| 284039 | 2004 YJ36              | 20 de desembre de 2004 | Mount Lemmon         | Mt. Lemmon Survey         |
| 284040 | 2005 AZ24              | 7 de gener de 2005     | Catalina             | CSS                       |
| 284041 | 2005 AD25              | 8 de gener de 2005     | Campo Imperatore     | CINEOS                    |
| 284042 | 2005 AG39              | 13 de gener de 2005    | Socorro              | LINEAR                    |
| 284043 | 2005 AU46              | 11 de gener de 2005    | Socorro              | LINEAR                    |
| 284044 | 2005 AA51              | 13 de gener de 2005    | Kitt Peak            | Spacewatch                |
| 284045 | 2005 AC53              | 13 de gener de 2005    | Kitt Peak            | Spacewatch                |
| 284046 | 2005 AU61              | 15 de gener de 2005    | Kitt Peak            | Spacewatch                |
| 284047 | 2005 AC77              | 15 de gener de 2005    | Kitt Peak            | Spacewatch                |
| 284048 | 2005 BG4               | 16 de gener de 2005    | Kitt Peak            | Spacewatch                |
| 284049 | 2005 BS6               | 16 de gener de 2005    | Socorro              | LINEAR                    |
| 284050 | 2005 BV11              | 17 de gener de 2005    | Kitt Peak            | Spacewatch                |
| 284051 | 2005 BU20              | 16 de gener de 2005    | Kitt Peak            | Spacewatch                |
| 284052 | 2005 BY25              | 18 de gener de 2005    | Catalina             | CSS                       |
| 284053 | 2005 BD37              | 16 de gener de 2005    | Mauna Kea            | C. Veillet                |
| 284054 | 2005 CO2               | 1 de febrer de 2005    | Catalina             | CSS                       |
| 284055 | 2005 CA13              | 2 de febrer de 2005    | Kitt Peak            | Spacewatch                |
| 284056 | 2005 CS18              | 2 de febrer de 2005    | Catalina             | CSS                       |
| 284057 | 2005 CT42              | 2 de febrer de 2005    | Socorro              | LINEAR                    |
| 284058 | 2005 CV46              | 2 de febrer de 2005    | Kitt Peak            | Spacewatch                |
| 284059 | 2005 CG54              | 4 de febrer de 2005    | Kitt Peak            | Spacewatch                |
| 284060 | 2005 CH58              | 2 de febrer de 2005    | Catalina             | CSS                       |
| 284061 | 2005 CV64              | 9 de febrer de 2005    | Mount Lemmon         | Mt. Lemmon Survey         |
| 284062 | 2005 ER                | 1 de març de 2005      | Goodricke-Pigott     | R. A. Tucker              |
| 284063 | 2005 EU1               | 1 de març de 2005      | Kitt Peak            | Spacewatch                |
| 284064 | 2005 EZ8               | 2 de març de 2005      | Kitt Peak            | Spacewatch                |
| 284065 | 2005 EU71              | 2 de març de 2005      | Catalina             | CSS                       |
| 284066 | 2005 EG80              | 3 de març de 2005      | Catalina             | CSS                       |
| 284067 | 2005 EX90              | 8 de març de 2005      | Socorro              | LINEAR                    |
| 284068 | 2005 EU104             | 4 de març de 2005      | Mount Lemmon         | Mt. Lemmon Survey         |
| 284069 | 2005 EO155             | 8 de març de 2005      | Mount Lemmon         | Mt. Lemmon Survey         |
| 284070 | 2005 ER156             | 9 de març de 2005      | Catalina             | CSS                       |
| 284071 | 2005 EQ157             | 9 de març de 2005      | Mount Lemmon         | Mt. Lemmon Survey         |
| 284072 | 2005 EL164             | 11 de març de 2005     | Catalina             | CSS                       |
| 284073 | 2005 EP250             | 13 de març de 2005     | Socorro              | LINEAR                    |
| 284074 | 2005 ED254             | 11 de març de 2005     | Mount Lemmon         | Mt. Lemmon Survey         |
| 284075 | 2005 GB16              | 2 d'abril de 2005      | Catalina             | CSS                       |
| 284076 | 2005 GL78              | 6 d'abril de 2005      | Catalina             | CSS                       |
| 284077 | 2005 GL133             | 10 d'abril de 2005     | Kitt Peak            | Spacewatch                |
| 284078 | 2005 GN141             | 7 d'abril de 2005      | Kitt Peak            | Spacewatch                |
| 284079 | 2005 JZ23              | 3 de maig de 2005      | Kitt Peak            | Spacewatch                |
| 284080 | 2005 JC34              | 4 de maig de 2005      | Kitt Peak            | Spacewatch                |
| 284081 | 2005 JS49              | 4 de maig de 2005      | Kitt Peak            | Spacewatch                |
| 284082 | 2005 JS63              | 10 de maig de 2005     | Catalina             | CSS                       |
| 284083 | 2005 JS79              | 10 de maig de 2005     | Mount Lemmon         | Mt. Lemmon Survey         |
| 284084 | 2005 JT93              | 11 de maig de 2005     | Palomar              | NEAT                      |
| 284085 | 2005 JS163             | 9 de maig de 2005      | Kitt Peak            | Spacewatch                |
| 284086 | 2005 LA1               | 1 de juny de 2005      | Reedy Creek          | J. Broughton              |
| 284087 | 2005 LU17              | 6 de juny de 2005      | Kitt Peak            | Spacewatch                |
| 284088 | 2005 LD35              | 10 de juny de 2005     | Kitt Peak            | Spacewatch                |
| 284089 | 2005 LQ37              | 11 de juny de 2005     | Kitt Peak            | Spacewatch                |
| 284090 | 2005 LR37              | 11 de juny de 2005     | Kitt Peak            | Spacewatch                |
| 284091 | 2005 ME4               | 16 de juny de 2005     | Kitt Peak            | Spacewatch                |
| 284092 | 2005 MQ27              | 29 de juny de 2005     | Kitt Peak            | Spacewatch                |
| 284093 | 2005 MT32              | 29 de juny de 2005     | Kitt Peak            | Spacewatch                |
| 284094 | 2005 MK34              | 29 de juny de 2005     | Palomar              | NEAT                      |
| 284095 | 2005 MG42              | 29 de juny de 2005     | Kitt Peak            | Spacewatch                |
| 284096 | 2005 NQ17              | 3 de juliol de 2005    | Palomar              | NEAT                      |
| 284097 | 2005 NE23              | 4 de juliol de 2005    | Kitt Peak            | Spacewatch                |
| 284098 | 2005 NQ85              | 3 de juliol de 2005    | Mount Lemmon         | Mt. Lemmon Survey         |
| 284099 | 2005 OG31              | 31 de juliol de 2005   | Palomar              | NEAT                      |
| 284100 | 2005 QG55              | 28 d'agost de 2005     | Kitt Peak            | Spacewatch                |

## 284101-284200
| Nom    | Designació provisional | Data de descobriment   | Lloc de descobriment | Descobridor/s        |
| ------ | ---------------------- | ---------------------- | -------------------- | -------------------- |
| 284101 | 2005 QV68              | 28 d'agost de 2005     | Siding Spring        | Siding Spring Survey |
| 284102 | 2005 QO177             | 29 d'agost de 2005     | Kitt Peak            | Spacewatch           |
| 284103 | 2005 QP181             | 30 d'agost de 2005     | Palomar              | NEAT                 |
| 284104 | 2005 RF21              | 3 de setembre de 2005  | Palomar              | NEAT                 |
| 284105 | 2005 SJ63              | 26 de setembre de 2005 | Kitt Peak            | Spacewatch           |
| 284106 | 2005 SZ81              | 24 de setembre de 2005 | Kitt Peak            | Spacewatch           |
| 284107 | 2005 SC126             | 29 de setembre de 2005 | Mount Lemmon         | Mt. Lemmon Survey    |
| 284108 | 2005 SL184             | 29 de setembre de 2005 | Kitt Peak            | Spacewatch           |
| 284109 | 2005 SE265             | 26 de setembre de 2005 | Palomar              | NEAT                 |
| 284110 | 2005 SC282             | 22 de setembre de 2005 | Apache Point         | A. C. Becker         |
| 284111 | 2005 TK8               | 1 d'octubre de 2005    | Kitt Peak            | Spacewatch           |
| 284112 | 2005 TJ41              | 2 d'octubre de 2005    | Mount Lemmon         | Mt. Lemmon Survey    |
| 284113 | 2005 TD45              | 5 d'octubre de 2005    | Mount Lemmon         | Mt. Lemmon Survey    |
| 284114 | 2005 TZ51              | 13 d'octubre de 2005   | Anderson Mesa        | LONEOS               |
| 284115 | 2005 TG173             | 13 d'octubre de 2005   | Socorro              | LINEAR               |
| 284116 | 2005 UD77              | 24 d'octubre de 2005   | Kitt Peak            | Spacewatch           |
| 284117 | 2005 UF79              | 25 d'octubre de 2005   | Catalina             | CSS                  |
| 284118 | 2005 US112             | 22 d'octubre de 2005   | Kitt Peak            | Spacewatch           |
| 284119 | 2005 UX131             | 24 d'octubre de 2005   | Palomar              | NEAT                 |
| 284120 | 2005 UM190             | 27 d'octubre de 2005   | Mount Lemmon         | Mt. Lemmon Survey    |
| 284121 | 2005 UC201             | 25 d'octubre de 2005   | Kitt Peak            | Spacewatch           |
| 284122 | 2005 UM219             | 25 d'octubre de 2005   | Kitt Peak            | Spacewatch           |
| 284123 | 2005 UZ238             | 25 d'octubre de 2005   | Kitt Peak            | Spacewatch           |
| 284124 | 2005 UG239             | 25 d'octubre de 2005   | Kitt Peak            | Spacewatch           |
| 284125 | 2005 UM244             | 25 d'octubre de 2005   | Kitt Peak            | Spacewatch           |
| 284126 | 2005 UX258             | 25 d'octubre de 2005   | Kitt Peak            | Spacewatch           |
| 284127 | 2005 US319             | 27 d'octubre de 2005   | Kitt Peak            | Spacewatch           |
| 284128 | 2005 UM365             | 27 d'octubre de 2005   | Kitt Peak            | Spacewatch           |
| 284129 | 2005 UO382             | 27 d'octubre de 2005   | Socorro              | LINEAR               |
| 284130 | 2005 UT444             | 30 d'octubre de 2005   | Mount Lemmon         | Mt. Lemmon Survey    |
| 284131 | 2005 UV464             | 30 d'octubre de 2005   | Kitt Peak            | Spacewatch           |
| 284132 | 2005 UQ478             | 27 d'octubre de 2005   | Kitt Peak            | Spacewatch           |
| 284133 | 2005 UP504             | 24 d'octubre de 2005   | Mauna Kea            | D. J. Tholen         |
| 284134 | 2005 VD38              | 3 de novembre de 2005  | Mount Lemmon         | Mt. Lemmon Survey    |
| 284135 | 2005 VS57              | 4 de novembre de 2005  | Mount Lemmon         | Mt. Lemmon Survey    |
| 284136 | 2005 VC77              | 4 de novembre de 2005  | Socorro              | LINEAR               |
| 284137 | 2005 VZ88              | 6 de novembre de 2005  | Kitt Peak            | Spacewatch           |
| 284138 | 2005 VW124             | 5 de novembre de 2005  | Kitt Peak            | Spacewatch           |
| 284139 | 2005 WS6               | 21 de novembre de 2005 | Catalina             | CSS                  |
| 284140 | 2005 WK10              | 22 de novembre de 2005 | Kitt Peak            | Spacewatch           |
| 284141 | 2005 WM14              | 22 de novembre de 2005 | Kitt Peak            | Spacewatch           |
| 284142 | 2005 WM34              | 21 de novembre de 2005 | Catalina             | CSS                  |
| 284143 | 2005 WV43              | 21 de novembre de 2005 | Kitt Peak            | Spacewatch           |
| 284144 | 2005 WX48              | 25 de novembre de 2005 | Kitt Peak            | Spacewatch           |
| 284145 | 2005 WF58              | 22 de novembre de 2005 | Kitt Peak            | Spacewatch           |
| 284146 | 2005 WE68              | 22 de novembre de 2005 | Kitt Peak            | Spacewatch           |
| 284147 | 2005 WX71              | 22 de novembre de 2005 | Kitt Peak            | Spacewatch           |
| 284148 | 2005 WP83              | 25 de novembre de 2005 | Mount Lemmon         | Mt. Lemmon Survey    |
| 284149 | 2005 WK90              | 28 de novembre de 2005 | Socorro              | LINEAR               |
| 284150 | 2005 WP102             | 24 de novembre de 2005 | Palomar              | NEAT                 |
| 284151 | 2005 WT151             | 28 de novembre de 2005 | Catalina             | CSS                  |
| 284152 | 2005 XC4               | 1 de desembre de 2005  | Palomar              | NEAT                 |
| 284153 | 2005 XN32              | 4 de desembre de 2005  | Kitt Peak            | Spacewatch           |
| 284154 | 2005 XO90              | 8 de desembre de 2005  | Kitt Peak            | Spacewatch           |
| 284155 | 2005 YY14              | 22 de desembre de 2005 | Kitt Peak            | Spacewatch           |
| 284156 | 2005 YV33              | 24 de desembre de 2005 | Kitt Peak            | Spacewatch           |
| 284157 | 2005 YL36              | 25 de desembre de 2005 | Kitt Peak            | Spacewatch           |
| 284158 | 2005 YS42              | 24 de desembre de 2005 | Kitt Peak            | Spacewatch           |
| 284159 | 2005 YW46              | 25 de desembre de 2005 | Kitt Peak            | Spacewatch           |
| 284160 | 2005 YB49              | 22 de desembre de 2005 | Kitt Peak            | Spacewatch           |
| 284161 | 2005 YM66              | 25 de desembre de 2005 | Kitt Peak            | Spacewatch           |
| 284162 | 2005 YE70              | 26 de desembre de 2005 | Kitt Peak            | Spacewatch           |
| 284163 | 2005 YX75              | 24 de desembre de 2005 | Kitt Peak            | Spacewatch           |
| 284164 | 2005 YU81              | 24 de desembre de 2005 | Kitt Peak            | Spacewatch           |
| 284165 | 2005 YB107             | 25 de desembre de 2005 | Mount Lemmon         | Mt. Lemmon Survey    |
| 284166 | 2005 YS108             | 25 de desembre de 2005 | Kitt Peak            | Spacewatch           |
| 284167 | 2005 YK122             | 24 de desembre de 2005 | Kitt Peak            | Spacewatch           |
| 284168 | 2005 YU151             | 26 de desembre de 2005 | Kitt Peak            | Spacewatch           |
| 284169 | 2005 YX159             | 27 de desembre de 2005 | Kitt Peak            | Spacewatch           |
| 284170 | 2005 YZ161             | 27 de desembre de 2005 | Kitt Peak            | Spacewatch           |
| 284171 | 2005 YE241             | 29 de desembre de 2005 | Kitt Peak            | Spacewatch           |
| 284172 | 2005 YT270             | 28 de desembre de 2005 | Catalina             | CSS                  |
| 284173 | 2005 YL282             | 26 de desembre de 2005 | Mount Lemmon         | Mt. Lemmon Survey    |
| 284174 | 2006 AL                | 2 de gener de 2006     | Mount Lemmon         | Mt. Lemmon Survey    |
| 284175 | 2006 AP15              | 5 de gener de 2006     | Mount Lemmon         | Mt. Lemmon Survey    |
| 284176 | 2006 AH29              | 6 de gener de 2006     | Kitt Peak            | Spacewatch           |
| 284177 | 2006 AT30              | 4 de gener de 2006     | Kitt Peak            | Spacewatch           |
| 284178 | 2006 AM40              | 7 de gener de 2006     | Mount Lemmon         | Mt. Lemmon Survey    |
| 284179 | 2006 AO48              | 8 de gener de 2006     | Mount Lemmon         | Mt. Lemmon Survey    |
| 284180 | 2006 AR48              | 8 de gener de 2006     | Mount Lemmon         | Mt. Lemmon Survey    |
| 284181 | 2006 AT56              | 7 de gener de 2006     | Mount Lemmon         | Mt. Lemmon Survey    |
| 284182 | 2006 AS72              | 6 de gener de 2006     | Kitt Peak            | Spacewatch           |
| 284183 | 2006 AB73              | 7 de gener de 2006     | Socorro              | LINEAR               |
| 284184 | 2006 AX80              | 8 de gener de 2006     | Mount Lemmon         | Mt. Lemmon Survey    |
| 284185 | 2006 AH87              | 4 de gener de 2006     | Kitt Peak            | Spacewatch           |
| 284186 | 2006 AZ94              | 9 de gener de 2006     | Kitt Peak            | Spacewatch           |
| 284187 | 2006 AZ100             | 5 de gener de 2006     | Socorro              | LINEAR               |
| 284188 | 2006 AC102             | 7 de gener de 2006     | Mount Lemmon         | Mt. Lemmon Survey    |
| 284189 | 2006 AA105             | 7 de gener de 2006     | Mount Lemmon         | Mt. Lemmon Survey    |
| 284190 | 2006 BH1               | 20 de gener de 2006    | Kitt Peak            | Spacewatch           |
| 284191 | 2006 BQ3               | 21 de gener de 2006    | Kitt Peak            | Spacewatch           |
| 284192 | 2006 BR12              | 21 de gener de 2006    | Kitt Peak            | Spacewatch           |
| 284193 | 2006 BK13              | 22 de gener de 2006    | Anderson Mesa        | LONEOS               |
| 284194 | 2006 BC24              | 23 de gener de 2006    | Socorro              | LINEAR               |
| 284195 | 2006 BH25              | 23 de gener de 2006    | Mount Lemmon         | Mt. Lemmon Survey    |
| 284196 | 2006 BR31              | 20 de gener de 2006    | Kitt Peak            | Spacewatch           |
| 284197 | 2006 BW95              | 26 de gener de 2006    | Kitt Peak            | Spacewatch           |
| 284198 | 2006 BB115             | 26 de gener de 2006    | Kitt Peak            | Spacewatch           |
| 284199 | 2006 BU116             | 26 de gener de 2006    | Kitt Peak            | Spacewatch           |
| 284200 | 2006 BM128             | 26 de gener de 2006    | Mount Lemmon         | Mt. Lemmon Survey    |

## 284201-284300
| Nom    | Designació provisional | Data de descobriment | Lloc de descobriment | Descobridor/s        |
| ------ | ---------------------- | -------------------- | -------------------- | -------------------- |
| 284201 | 2006 BB182             | 27 de gener de 2006  | Mount Lemmon         | Mt. Lemmon Survey    |
| 284202 | 2006 BC182             | 27 de gener de 2006  | Mount Lemmon         | Mt. Lemmon Survey    |
| 284203 | 2006 BK184             | 28 de gener de 2006  | Mount Lemmon         | Mt. Lemmon Survey    |
| 284204 | 2006 BM192             | 30 de gener de 2006  | Kitt Peak            | Spacewatch           |
| 284205 | 2006 BF194             | 30 de gener de 2006  | Kitt Peak            | Spacewatch           |
| 284206 | 2006 BA196             | 30 de gener de 2006  | Kitt Peak            | Spacewatch           |
| 284207 | 2006 BO200             | 31 de gener de 2006  | Kitt Peak            | Spacewatch           |
| 284208 | 2006 BD203             | 31 de gener de 2006  | Kitt Peak            | Spacewatch           |
| 284209 | 2006 BL219             | 28 de gener de 2006  | Mount Lemmon         | Mt. Lemmon Survey    |
| 284210 | 2006 BV219             | 30 de gener de 2006  | Kitt Peak            | Spacewatch           |
| 284211 | 2006 BU237             | 31 de gener de 2006  | Kitt Peak            | Spacewatch           |
| 284212 | 2006 BF248             | 31 de gener de 2006  | Kitt Peak            | Spacewatch           |
| 284213 | 2006 BR252             | 31 de gener de 2006  | Kitt Peak            | Spacewatch           |
| 284214 | 2006 BT262             | 31 de gener de 2006  | Kitt Peak            | Spacewatch           |
| 284215 | 2006 BY269             | 28 de gener de 2006  | Catalina             | CSS                  |
| 284216 | 2006 CD8               | 1 de febrer de 2006  | Mount Lemmon         | Mt. Lemmon Survey    |
| 284217 | 2006 CG18              | 1 de febrer de 2006  | Mount Lemmon         | Mt. Lemmon Survey    |
| 284218 | 2006 CZ25              | 2 de febrer de 2006  | Kitt Peak            | Spacewatch           |
| 284219 | 2006 CQ36              | 2 de febrer de 2006  | Mount Lemmon         | Mt. Lemmon Survey    |
| 284220 | 2006 CP49              | 3 de febrer de 2006  | Socorro              | LINEAR               |
| 284221 | 2006 CN51              | 4 de febrer de 2006  | Kitt Peak            | Spacewatch           |
| 284222 | 2006 DC2               | 20 de febrer de 2006 | Kitt Peak            | Spacewatch           |
| 284223 | 2006 DE10              | 21 de febrer de 2006 | Catalina             | CSS                  |
| 284224 | 2006 DV21              | 20 de febrer de 2006 | Kitt Peak            | Spacewatch           |
| 284225 | 2006 DT42              | 20 de febrer de 2006 | Kitt Peak            | Spacewatch           |
| 284226 | 2006 DF44              | 20 de febrer de 2006 | Catalina             | CSS                  |
| 284227 | 2006 DK53              | 24 de febrer de 2006 | Kitt Peak            | Spacewatch           |
| 284228 | 2006 DZ53              | 24 de febrer de 2006 | Mount Lemmon         | Mt. Lemmon Survey    |
| 284229 | 2006 DJ63              | 22 de febrer de 2006 | Catalina             | CSS                  |
| 284230 | 2006 DB66              | 21 de febrer de 2006 | Catalina             | CSS                  |
| 284231 | 2006 DM71              | 21 de febrer de 2006 | Mount Lemmon         | Mt. Lemmon Survey    |
| 284232 | 2006 DZ73              | 23 de febrer de 2006 | Kitt Peak            | Spacewatch           |
| 284233 | 2006 DJ87              | 24 de febrer de 2006 | Kitt Peak            | Spacewatch           |
| 284234 | 2006 DE112             | 27 de febrer de 2006 | Mount Lemmon         | Mt. Lemmon Survey    |
| 284235 | 2006 DK113             | 27 de febrer de 2006 | Kitt Peak            | Spacewatch           |
| 284236 | 2006 DZ122             | 24 de febrer de 2006 | Kitt Peak            | Spacewatch           |
| 284237 | 2006 DO141             | 25 de febrer de 2006 | Kitt Peak            | Spacewatch           |
| 284238 | 2006 DL166             | 27 de febrer de 2006 | Kitt Peak            | Spacewatch           |
| 284239 | 2006 DW172             | 27 de febrer de 2006 | Kitt Peak            | Spacewatch           |
| 284240 | 2006 DQ192             | 27 de febrer de 2006 | Kitt Peak            | Spacewatch           |
| 284241 | 2006 DZ212             | 24 de febrer de 2006 | Kitt Peak            | Spacewatch           |
| 284242 | 2006 EO9               | 2 de març de 2006    | Kitt Peak            | Spacewatch           |
| 284243 | 2006 EJ10              | 2 de març de 2006    | Kitt Peak            | Spacewatch           |
| 284244 | 2006 ES16              | 2 de març de 2006    | Mount Lemmon         | Mt. Lemmon Survey    |
| 284245 | 2006 EW25              | 3 de març de 2006    | Kitt Peak            | Spacewatch           |
| 284246 | 2006 ES38              | 4 de març de 2006    | Kitt Peak            | Spacewatch           |
| 284247 | 2006 EN39              | 4 de març de 2006    | Kitt Peak            | Spacewatch           |
| 284248 | 2006 ER43              | 5 de març de 2006    | Socorro              | LINEAR               |
| 284249 | 2006 EN50              | 4 de març de 2006    | Kitt Peak            | Spacewatch           |
| 284250 | 2006 FT28              | 24 de març de 2006   | Mount Lemmon         | Mt. Lemmon Survey    |
| 284251 | 2006 FP36              | 21 de març de 2006   | Socorro              | LINEAR               |
| 284252 | 2006 FO43              | 22 de març de 2006   | Socorro              | LINEAR               |
| 284253 | 2006 FW45              | 25 de març de 2006   | Catalina             | CSS                  |
| 284254 | 2006 GC14              | 2 d'abril de 2006    | Kitt Peak            | Spacewatch           |
| 284255 | 2006 GC20              | 2 d'abril de 2006    | Kitt Peak            | Spacewatch           |
| 284256 | 2006 GH22              | 2 d'abril de 2006    | Kitt Peak            | Spacewatch           |
| 284257 | 2006 GP26              | 2 d'abril de 2006    | Kitt Peak            | Spacewatch           |
| 284258 | 2006 GH27              | 2 d'abril de 2006    | Kitt Peak            | Spacewatch           |
| 284259 | 2006 GC29              | 2 d'abril de 2006    | Kitt Peak            | Spacewatch           |
| 284260 | 2006 GH33              | 7 d'abril de 2006    | Kitt Peak            | Spacewatch           |
| 284261 | 2006 GB39              | 7 d'abril de 2006    | Anderson Mesa        | LONEOS               |
| 284262 | 2006 GY51              | 7 d'abril de 2006    | Siding Spring        | Siding Spring Survey |
| 284263 | 2006 HH7               | 19 d'abril de 2006   | Anderson Mesa        | LONEOS               |
| 284264 | 2006 HW9               | 19 d'abril de 2006   | Kitt Peak            | Spacewatch           |
| 284265 | 2006 HO22              | 20 d'abril de 2006   | Kitt Peak            | Spacewatch           |
| 284266 | 2006 HL28              | 20 d'abril de 2006   | Kitt Peak            | Spacewatch           |
| 284267 | 2006 HX44              | 25 d'abril de 2006   | Kitt Peak            | Spacewatch           |
| 284268 | 2006 HK77              | 25 d'abril de 2006   | Kitt Peak            | Spacewatch           |
| 284269 | 2006 HF84              | 26 d'abril de 2006   | Kitt Peak            | Spacewatch           |
| 284270 | 2006 HY88              | 18 d'abril de 2006   | Palomar              | NEAT                 |
| 284271 | 2006 HA90              | 26 d'abril de 2006   | Anderson Mesa        | LONEOS               |
| 284272 | 2006 HC98              | 30 d'abril de 2006   | Kitt Peak            | Spacewatch           |
| 284273 | 2006 HF99              | 30 d'abril de 2006   | Kitt Peak            | Spacewatch           |
| 284274 | 2006 HS106             | 30 d'abril de 2006   | Kitt Peak            | Spacewatch           |
| 284275 | 2006 JW4               | 2 de maig de 2006    | Mount Lemmon         | Mt. Lemmon Survey    |
| 284276 | 2006 JL10              | 1 de maig de 2006    | Kitt Peak            | Spacewatch           |
| 284277 | 2006 JO14              | 1 de maig de 2006    | Kitt Peak            | Spacewatch           |
| 284278 | 2006 JJ27              | 1 de maig de 2006    | Kitt Peak            | Spacewatch           |
| 284279 | 2006 JT40              | 7 de maig de 2006    | Kitt Peak            | Spacewatch           |
| 284280 | 2006 JA44              | 6 de maig de 2006    | Kitt Peak            | Spacewatch           |
| 284281 | 2006 JW45              | 8 de maig de 2006    | Siding Spring        | Siding Spring Survey |
| 284282 | 2006 JJ48              | 5 de maig de 2006    | Kitt Peak            | Spacewatch           |
| 284283 | 2006 JJ50              | 2 de maig de 2006    | Mount Lemmon         | Mt. Lemmon Survey    |
| 284284 | 2006 JE57              | 14 de maig de 2006   | Palomar              | NEAT                 |
| 284285 | 2006 KW11              | 20 de maig de 2006   | Kitt Peak            | Spacewatch           |
| 284286 | 2006 KR21              | 19 de maig de 2006   | Mount Lemmon         | Mt. Lemmon Survey    |
| 284287 | 2006 KO22              | 20 de maig de 2006   | Catalina             | CSS                  |
| 284288 | 2006 KN35              | 20 de maig de 2006   | Kitt Peak            | Spacewatch           |
| 284289 | 2006 KM39              | 20 de maig de 2006   | Siding Spring        | Siding Spring Survey |
| 284290 | 2006 KR59              | 22 de maig de 2006   | Kitt Peak            | Spacewatch           |
| 284291 | 2006 KE84              | 22 de maig de 2006   | Kitt Peak            | Spacewatch           |
| 284292 | 2006 KH86              | 23 de maig de 2006   | Anderson Mesa        | LONEOS               |
| 284293 | 2006 KP92              | 25 de maig de 2006   | Kitt Peak            | Spacewatch           |
| 284294 | 2006 KK100             | 29 de maig de 2006   | Reedy Creek          | J. Broughton         |
| 284295 | 2006 KT103             | 30 de maig de 2006   | Nyukasa              | Nyukasa              |
| 284296 | 2006 KD109             | 31 de maig de 2006   | Mount Lemmon         | Mt. Lemmon Survey    |
| 284297 | 2006 KC117             | 29 de maig de 2006   | Kitt Peak            | Spacewatch           |
| 284298 | 2006 KL120             | 31 de maig de 2006   | Kitt Peak            | Spacewatch           |
| 284299 | 2006 KY140             | 20 de maig de 2006   | Mount Lemmon         | Mt. Lemmon Survey    |
| 284300 | 2006 KY143             | 18 de maig de 2006   | Palomar              | NEAT                 |

## 284301-284400
| Nom    | Designació provisional | Data de descobriment   | Lloc de descobriment | Descobridor/s         |
| ------ | ---------------------- | ---------------------- | -------------------- | --------------------- |
| 284301 | 2006 OZ6               | 24 de juliol de 2006   | Marly                | Observatoire Naef     |
| 284302 | 2006 OK15              | 30 de juliol de 2006   | Reedy Creek          | J. Broughton          |
| 284303 | 2006 PY12              | 14 d'agost de 2006     | Siding Spring        | Siding Spring Survey  |
| 284304 | 2006 PL24              | 12 d'agost de 2006     | Palomar              | NEAT                  |
| 284305 | 2006 PK34              | 15 d'agost de 2006     | Palomar              | NEAT                  |
| 284306 | 2006 QO5               | 16 d'agost de 2006     | Reedy Creek          | J. Broughton          |
| 284307 | 2006 QR13              | 17 d'agost de 2006     | Palomar              | NEAT                  |
| 284308 | 2006 QG33              | 24 d'agost de 2006     | Pla D'Arguines       | R. Ferrando           |
| 284309 | 2006 QJ40              | 25 d'agost de 2006     | Siding Spring        | Siding Spring Survey  |
| 284310 | 2006 QO49              | 22 d'agost de 2006     | Palomar              | NEAT                  |
| 284311 | 2006 QA57              | 19 d'agost de 2006     | Kitt Peak            | Spacewatch            |
| 284312 | 2006 QB57              | 19 d'agost de 2006     | Kitt Peak            | Spacewatch            |
| 284313 | 2006 QF99              | 23 d'agost de 2006     | Palomar              | NEAT                  |
| 284314 | 2006 QJ104             | 27 d'agost de 2006     | Kitt Peak            | Spacewatch            |
| 284315 | 2006 QH113             | 24 d'agost de 2006     | Socorro              | LINEAR                |
| 284316 | 2006 QQ118             | 27 d'agost de 2006     | Anderson Mesa        | LONEOS                |
| 284317 | 2006 QV123             | 29 d'agost de 2006     | Anderson Mesa        | LONEOS                |
| 284318 | 2006 QX135             | 28 d'agost de 2006     | Anderson Mesa        | LONEOS                |
| 284319 | 2006 QJ142             | 18 d'agost de 2006     | Palomar              | NEAT                  |
| 284320 | 2006 QK142             | 18 d'agost de 2006     | Palomar              | NEAT                  |
| 284321 | 2006 QF161             | 19 d'agost de 2006     | Kitt Peak            | Spacewatch            |
| 284322 | 2006 QP164             | 29 d'agost de 2006     | Anderson Mesa        | LONEOS                |
| 284323 | 2006 QV164             | 29 d'agost de 2006     | Anderson Mesa        | LONEOS                |
| 284324 | 2006 QM166             | 29 d'agost de 2006     | Anderson Mesa        | LONEOS                |
| 284325 | 2006 QO170             | 18 d'agost de 2006     | Palomar              | NEAT                  |
| 284326 | 2006 QG182             | 27 d'agost de 2006     | Apache Point         | A. C. Becker          |
| 284327 | 2006 RY1               | 13 de setembre de 2006 | Eskridge             | Eskridge              |
| 284328 | 2006 RD7               | 14 de setembre de 2006 | Kitt Peak            | Spacewatch            |
| 284329 | 2006 RE12              | 14 de setembre de 2006 | Bergisch Gladbac     | W. Bickel             |
| 284330 | 2006 RY12              | 14 de setembre de 2006 | Kitt Peak            | Spacewatch            |
| 284331 | 2006 RU14              | 14 de setembre de 2006 | Kitt Peak            | Spacewatch            |
| 284332 | 2006 RQ15              | 14 de setembre de 2006 | Catalina             | CSS                   |
| 284333 | 2006 RB16              | 14 de setembre de 2006 | Palomar              | NEAT                  |
| 284334 | 2006 RV17              | 14 de setembre de 2006 | Palomar              | NEAT                  |
| 284335 | 2006 RR18              | 14 de setembre de 2006 | Catalina             | CSS                   |
| 284336 | 2006 RS23              | 13 de setembre de 2006 | Palomar              | NEAT                  |
| 284337 | 2006 RL24              | 14 de setembre de 2006 | Kitt Peak            | Spacewatch            |
| 284338 | 2006 RA41              | 14 de setembre de 2006 | Kitt Peak            | Spacewatch            |
| 284339 | 2006 RG41              | 14 de setembre de 2006 | Palomar              | NEAT                  |
| 284340 | 2006 RR42              | 14 de setembre de 2006 | Kitt Peak            | Spacewatch            |
| 284341 | 2006 RK44              | 14 de setembre de 2006 | Kitt Peak            | Spacewatch            |
| 284342 | 2006 RD56              | 14 de setembre de 2006 | Kitt Peak            | Spacewatch            |
| 284343 | 2006 RN58              | 15 de setembre de 2006 | Kitt Peak            | Spacewatch            |
| 284344 | 2006 RY63              | 12 de setembre de 2006 | Catalina             | CSS                   |
| 284345 | 2006 RY67              | 15 de setembre de 2006 | Kitt Peak            | Spacewatch            |
| 284346 | 2006 RC70              | 15 de setembre de 2006 | Kitt Peak            | Spacewatch            |
| 284347 | 2006 RT71              | 15 de setembre de 2006 | Kitt Peak            | Spacewatch            |
| 284348 | 2006 RJ77              | 15 de setembre de 2006 | Kitt Peak            | Spacewatch            |
| 284349 | 2006 RO95              | 15 de setembre de 2006 | Kitt Peak            | Spacewatch            |
| 284350 | 2006 RC98              | 14 de setembre de 2006 | Palomar              | NEAT                  |
| 284351 | 2006 RJ98              | 14 de setembre de 2006 | Palomar              | NEAT                  |
| 284352 | 2006 RF121             | 6 de setembre de 2006  | Palomar              | NEAT                  |
| 284353 | 2006 SU42              | 18 de setembre de 2006 | Catalina             | CSS                   |
| 284354 | 2006 SK60              | 18 de setembre de 2006 | Catalina             | CSS                   |
| 284355 | 2006 ST62              | 18 de setembre de 2006 | Kitt Peak            | Spacewatch            |
| 284356 | 2006 SU67              | 19 de setembre de 2006 | Catalina             | CSS                   |
| 284357 | 2006 SA78              | 23 de setembre de 2006 | Piszkesteto          | K. Sarneczky, Z. Kuli |
| 284358 | 2006 SX86              | 18 de setembre de 2006 | Kitt Peak            | Spacewatch            |
| 284359 | 2006 SF116             | 24 de setembre de 2006 | Anderson Mesa        | LONEOS                |
| 284360 | 2006 SV120             | 18 de setembre de 2006 | Catalina             | CSS                   |
| 284361 | 2006 SP126             | 21 de setembre de 2006 | Anderson Mesa        | LONEOS                |
| 284362 | 2006 SM128             | 17 de setembre de 2006 | Anderson Mesa        | LONEOS                |
| 284363 | 2006 SY133             | 17 de setembre de 2006 | Catalina             | CSS                   |
| 284364 | 2006 SY145             | 19 de setembre de 2006 | Kitt Peak            | Spacewatch            |
| 284365 | 2006 SP153             | 20 de setembre de 2006 | Catalina             | CSS                   |
| 284366 | 2006 SM154             | 20 de setembre de 2006 | Palomar              | NEAT                  |
| 284367 | 2006 SD183             | 25 de setembre de 2006 | Mount Lemmon         | Mt. Lemmon Survey     |
| 284368 | 2006 SU183             | 25 de setembre de 2006 | Mount Lemmon         | Mt. Lemmon Survey     |
| 284369 | 2006 SZ183             | 25 de setembre de 2006 | Kitt Peak            | Spacewatch            |
| 284370 | 2006 SX184             | 25 de setembre de 2006 | Mount Lemmon         | Mt. Lemmon Survey     |
| 284371 | 2006 SZ201             | 24 de setembre de 2006 | Kitt Peak            | Spacewatch            |
| 284372 | 2006 SG212             | 26 de setembre de 2006 | Kitt Peak            | Spacewatch            |
| 284373 | 2006 SL227             | 26 de setembre de 2006 | Kitt Peak            | Spacewatch            |
| 284374 | 2006 ST250             | 26 de setembre de 2006 | Kitt Peak            | Spacewatch            |
| 284375 | 2006 SJ285             | 27 de setembre de 2006 | Mount Lemmon         | Mt. Lemmon Survey     |
| 284376 | 2006 SP286             | 21 de setembre de 2006 | Anderson Mesa        | LONEOS                |
| 284377 | 2006 SE291             | 16 de setembre de 2006 | Catalina             | CSS                   |
| 284378 | 2006 SL291             | 16 de setembre de 2006 | Siding Spring        | Siding Spring Survey  |
| 284379 | 2006 SN315             | 27 de setembre de 2006 | Kitt Peak            | Spacewatch            |
| 284380 | 2006 SJ337             | 28 de setembre de 2006 | Kitt Peak            | Spacewatch            |
| 284381 | 2006 SA339             | 28 de setembre de 2006 | Kitt Peak            | Spacewatch            |
| 284382 | 2006 SV352             | 30 de setembre de 2006 | Catalina             | CSS                   |
| 284383 | 2006 SC363             | 30 de setembre de 2006 | Catalina             | CSS                   |
| 284384 | 2006 SD371             | 27 de setembre de 2006 | Catalina             | CSS                   |
| 284385 | 2006 SB376             | 17 de setembre de 2006 | Apache Point         | A. C. Becker          |
| 284386 | 2006 SE376             | 17 de setembre de 2006 | Apache Point         | A. C. Becker          |
| 284387 | 2006 SU381             | 28 de setembre de 2006 | Apache Point         | A. C. Becker          |
| 284388 | 2006 SZ386             | 30 de setembre de 2006 | Apache Point         | A. C. Becker          |
| 284389 | 2006 TT14              | 11 d'octubre de 2006   | Kitt Peak            | Spacewatch            |
| 284390 | 2006 TM20              | 11 d'octubre de 2006   | Kitt Peak            | Spacewatch            |
| 284391 | 2006 TQ23              | 11 d'octubre de 2006   | Kitt Peak            | Spacewatch            |
| 284392 | 2006 TE37              | 12 d'octubre de 2006   | Kitt Peak            | Spacewatch            |
| 284393 | 2006 TQ56              | 13 d'octubre de 2006   | Kitt Peak            | Spacewatch            |
| 284394 | 2006 TT57              | 15 d'octubre de 2006   | Catalina             | CSS                   |
| 284395 | 2006 TW59              | 13 d'octubre de 2006   | Kitt Peak            | Spacewatch            |
| 284396 | 2006 TE65              | 11 d'octubre de 2006   | Palomar              | NEAT                  |
| 284397 | 2006 TY91              | 13 d'octubre de 2006   | Kitt Peak            | Spacewatch            |
| 284398 | 2006 TN111             | 1 d'octubre de 2006    | Apache Point         | A. C. Becker          |
| 284399 | 2006 UZ7               | 16 d'octubre de 2006   | Catalina             | CSS                   |
| 284400 | 2006 UC17              | 19 d'octubre de 2006   | Catalina             | CSS                   |

## 284401-284500
| Nom    | Designació provisional | Data de descobriment   | Lloc de descobriment | Descobridor/s          |
| ------ | ---------------------- | ---------------------- | -------------------- | ---------------------- |
| 284401 | 2006 UD54              | 17 d'octubre de 2006   | Catalina             | CSS                    |
| 284402 | 2006 UC80              | 17 d'octubre de 2006   | Mount Lemmon         | Mt. Lemmon Survey      |
| 284403 | 2006 UP91              | 18 d'octubre de 2006   | Kitt Peak            | Spacewatch             |
| 284404 | 2006 UF96              | 18 d'octubre de 2006   | Kitt Peak            | Spacewatch             |
| 284405 | 2006 UH127             | 19 d'octubre de 2006   | Kitt Peak            | Spacewatch             |
| 284406 | 2006 UU153             | 21 d'octubre de 2006   | Kitt Peak            | Spacewatch             |
| 284407 | 2006 UQ156             | 21 d'octubre de 2006   | Catalina             | CSS                    |
| 284408 | 2006 UV183             | 18 d'octubre de 2006   | Siding Spring        | Siding Spring Survey   |
| 284409 | 2006 UP191             | 19 d'octubre de 2006   | Catalina             | CSS                    |
| 284410 | 2006 UF200             | 21 d'octubre de 2006   | Kitt Peak            | Spacewatch             |
| 284411 | 2006 UU202             | 22 d'octubre de 2006   | Palomar              | NEAT                   |
| 284412 | 2006 UY222             | 17 d'octubre de 2006   | Catalina             | CSS                    |
| 284413 | 2006 UH228             | 20 d'octubre de 2006   | Palomar              | NEAT                   |
| 284414 | 2006 UC230             | 21 d'octubre de 2006   | Palomar              | NEAT                   |
| 284415 | 2006 UZ232             | 21 d'octubre de 2006   | Palomar              | NEAT                   |
| 284416 | 2006 UC309             | 19 d'octubre de 2006   | Kitt Peak            | M. W. Buie             |
| 284417 | 2006 UY329             | 31 d'octubre de 2006   | Mount Lemmon         | Mt. Lemmon Survey      |
| 284418 | 2006 VV144             | 15 de novembre de 2006 | Catalina             | CSS                    |
| 284419 | 2006 WD150             | 20 de novembre de 2006 | Kitt Peak            | Spacewatch             |
| 284420 | 2006 XM5               | 6 de desembre de 2006  | Palomar              | NEAT                   |
| 284421 | 2006 XM38              | 11 de desembre de 2006 | Kitt Peak            | Spacewatch             |
| 284422 | 2006 YD                | 16 de desembre de 2006 | Catalina             | CSS                    |
| 284423 | 2007 AR17              | 15 de gener de 2007    | Catalina             | CSS                    |
| 284424 | 2007 BO36              | 24 de gener de 2007    | Socorro              | LINEAR                 |
| 284425 | 2007 BG68              | 27 de gener de 2007    | Kitt Peak            | Spacewatch             |
| 284426 | 2007 CT                | 5 de febrer de 2007    | Lulin                | H.-C. Lin, Q.-z. Ye    |
| 284427 | 2007 CD35              | 6 de febrer de 2007    | Kitt Peak            | Spacewatch             |
| 284428 | 2007 CE64              | 13 de febrer de 2007   | Mount Lemmon         | Mt. Lemmon Survey      |
| 284429 | 2007 DC4               | 16 de febrer de 2007   | Mount Lemmon         | Mt. Lemmon Survey      |
| 284430 | 2007 DQ10              | 17 de febrer de 2007   | Kitt Peak            | Spacewatch             |
| 284431 | 2007 DB30              | 17 de febrer de 2007   | Kitt Peak            | Spacewatch             |
| 284432 | 2007 DV38              | 17 de febrer de 2007   | Kitt Peak            | Spacewatch             |
| 284433 | 2007 DU52              | 19 de febrer de 2007   | Mount Lemmon         | Mt. Lemmon Survey      |
| 284434 | 2007 DQ53              | 19 de febrer de 2007   | Mount Lemmon         | Mt. Lemmon Survey      |
| 284435 | 2007 DZ62              | 21 de febrer de 2007   | Kitt Peak            | Spacewatch             |
| 284436 | 2007 DR96              | 23 de febrer de 2007   | Mount Lemmon         | Mt. Lemmon Survey      |
| 284437 | 2007 DB98              | 23 de febrer de 2007   | Kitt Peak            | Spacewatch             |
| 284438 | 2007 DC105             | 21 de febrer de 2007   | Kitt Peak            | Spacewatch             |
| 284439 | 2007 DQ114             | 26 de febrer de 2007   | Mount Lemmon         | Mt. Lemmon Survey      |
| 284440 | 2007 EF9               | 9 de març de 2007      | Mount Lemmon         | Mt. Lemmon Survey      |
| 284441 | 2007 EN37              | 11 de març de 2007     | Mount Lemmon         | Mt. Lemmon Survey      |
| 284442 | 2007 ES40              | 9 de març de 2007      | Kitt Peak            | Spacewatch             |
| 284443 | 2007 EE51              | 10 de març de 2007     | Kitt Peak            | Spacewatch             |
| 284444 | 2007 EZ51              | 11 de març de 2007     | Catalina             | CSS                    |
| 284445 | 2007 EU86              | 13 de març de 2007     | Catalina             | CSS                    |
| 284446 | 2007 EB91              | 9 de març de 2007      | Mount Lemmon         | Mt. Lemmon Survey      |
| 284447 | 2007 ET144             | 12 de març de 2007     | Mount Lemmon         | Mt. Lemmon Survey      |
| 284448 | 2007 EE153             | 12 de març de 2007     | Mount Lemmon         | Mt. Lemmon Survey      |
| 284449 | 2007 EL191             | 13 de març de 2007     | Kitt Peak            | Spacewatch             |
| 284450 | 2007 EY213             | 11 de març de 2007     | Mount Lemmon         | Mt. Lemmon Survey      |
| 284451 | 2007 ES218             | 11 de març de 2007     | Catalina             | CSS                    |
| 284452 | 2007 EU218             | 11 de març de 2007     | Mount Lemmon         | Mt. Lemmon Survey      |
| 284453 | 2007 EE220             | 13 de març de 2007     | Mount Lemmon         | Mt. Lemmon Survey      |
| 284454 | 2007 EX221             | 9 de març de 2007      | Kitt Peak            | Spacewatch             |
| 284455 | 2007 FF20              | 24 de març de 2007     | Marly                | P. Kocher              |
| 284456 | 2007 FM28              | 20 de març de 2007     | Mount Lemmon         | Mt. Lemmon Survey      |
| 284457 | 2007 FT36              | 26 de març de 2007     | Kitt Peak            | Spacewatch             |
| 284458 | 2007 GB1               | 8 d'abril de 2007      | Vallemare Borbon     | V. S. Casulli          |
| 284459 | 2007 GG10              | 11 d'abril de 2007     | Kitt Peak            | Spacewatch             |
| 284460 | 2007 GH19              | 11 d'abril de 2007     | Kitt Peak            | Spacewatch             |
| 284461 | 2007 GH30              | 14 d'abril de 2007     | Mount Lemmon         | Mt. Lemmon Survey      |
| 284462 | 2007 GL36              | 14 d'abril de 2007     | Kitt Peak            | Spacewatch             |
| 284463 | 2007 GO40              | 14 d'abril de 2007     | Kitt Peak            | Spacewatch             |
| 284464 | 2007 GE42              | 14 d'abril de 2007     | Kitt Peak            | Spacewatch             |
| 284465 | 2007 GU53              | 14 d'abril de 2007     | Mount Lemmon         | Mt. Lemmon Survey      |
| 284466 | 2007 GF56              | 15 d'abril de 2007     | Kitt Peak            | Spacewatch             |
| 284467 | 2007 GH64              | 15 d'abril de 2007     | Kitt Peak            | Spacewatch             |
| 284468 | 2007 GH67              | 15 d'abril de 2007     | Kitt Peak            | Spacewatch             |
| 284469 | 2007 GW76              | 12 d'abril de 2007     | Siding Spring        | Siding Spring Survey   |
| 284470 | 2007 HT6               | 16 d'abril de 2007     | Mount Lemmon         | Mt. Lemmon Survey      |
| 284471 | 2007 HP21              | 18 d'abril de 2007     | Kitt Peak            | Spacewatch             |
| 284472 | 2007 HC39              | 20 d'abril de 2007     | Kitt Peak            | Spacewatch             |
| 284473 | 2007 HX40              | 20 d'abril de 2007     | Kitt Peak            | Spacewatch             |
| 284474 | 2007 HR50              | 20 d'abril de 2007     | Kitt Peak            | Spacewatch             |
| 284475 | 2007 HJ57              | 22 d'abril de 2007     | Mount Lemmon         | Mt. Lemmon Survey      |
| 284476 | 2007 HQ59              | 18 d'abril de 2007     | Mount Lemmon         | Mt. Lemmon Survey      |
| 284477 | 2007 HG86              | 24 d'abril de 2007     | Kitt Peak            | Spacewatch             |
| 284478 | 2007 HK88              | 19 d'abril de 2007     | Socorro              | LINEAR                 |
| 284479 | 2007 HB98              | 20 d'abril de 2007     | Kitt Peak            | Spacewatch             |
| 284480 | 2007 JT1               | 7 de maig de 2007      | Catalina             | CSS                    |
| 284481 | 2007 JU3               | 6 de maig de 2007      | Purple Mountain      | PMO NEO Survey Program |
| 284482 | 2007 JF20              | 11 de maig de 2007     | Mount Lemmon         | Mt. Lemmon Survey      |
| 284483 | 2007 JG21              | 11 de maig de 2007     | Tiki                 | S. F. Hoenig, N. Teamo |
| 284484 | 2007 JD27              | 9 de maig de 2007      | Kitt Peak            | Spacewatch             |
| 284485 | 2007 JL44              | 12 de maig de 2007     | Purple Mountain      | PMO NEO Survey Program |
| 284486 | 2007 LR20              | 10 de juny de 2007     | Kitt Peak            | Spacewatch             |
| 284487 | 2007 LV26              | 14 de juny de 2007     | Kitt Peak            | Spacewatch             |
| 284488 | 2007 MF15              | 20 de juny de 2007     | Kitt Peak            | Spacewatch             |
| 284489 | 2007 MJ16              | 21 de juny de 2007     | Kitt Peak            | Spacewatch             |
| 284490 | 2007 NZ                | 11 de juliol de 2007   | La Sagra             | La Sagra               |
| 284491 | 2007 NQ2               | 13 de juliol de 2007   | La Sagra             | La Sagra               |
| 284492 | 2007 NF5               | 11 de juliol de 2007   | Lulin                | LUSS                   |
| 284493 | 2007 ND6               | 10 de juliol de 2007   | Siding Spring        | Siding Spring Survey   |
| 284494 | 2007 OB1               | 16 de juliol de 2007   | Socorro              | LINEAR                 |
| 284495 | 2007 OX1               | 19 de juliol de 2007   | Tiki                 | S. F. Hoenig, N. Teamo |
| 284496 | 2007 PD7               | 5 d'agost de 2007      | Socorro              | LINEAR                 |
| 284497 | 2007 PU8               | 5 d'agost de 2007      | Dauban               | Chante-Perdrix         |
| 284498 | 2007 PH9               | 11 d'agost de 2007     | Bisei SG Center      | BATTeRS                |
| 284499 | 2007 PS14              | 8 d'agost de 2007      | Socorro              | LINEAR                 |
| 284500 | 2007 PE15              | 8 d'agost de 2007      | Socorro              | LINEAR                 |

## 284501-284600
| Nom    | Designació provisional | Data de descobriment   | Lloc de descobriment | Descobridor/s          |
| ------ | ---------------------- | ---------------------- | -------------------- | ---------------------- |
| 284501 | 2007 PU18              | 9 d'agost de 2007      | Socorro              | LINEAR                 |
| 284502 | 2007 PV24              | 12 d'agost de 2007     | Socorro              | LINEAR                 |
| 284503 | 2007 PD26              | 11 d'agost de 2007     | Socorro              | LINEAR                 |
| 284504 | 2007 PM26              | 12 d'agost de 2007     | Socorro              | LINEAR                 |
| 284505 | 2007 PU32              | 9 d'agost de 2007      | Socorro              | LINEAR                 |
| 284506 | 2007 PO33              | 11 d'agost de 2007     | Socorro              | LINEAR                 |
| 284507 | 2007 PP37              | 13 d'agost de 2007     | Socorro              | LINEAR                 |
| 284508 | 2007 PX38              | 15 d'agost de 2007     | Socorro              | LINEAR                 |
| 284509 | 2007 QU12              | 21 d'agost de 2007     | Siding Spring        | Siding Spring Survey   |
| 284510 | 2007 RM15              | 12 de setembre de 2007 | Hibiscus             | S. F. Hoenig, N. Teamo |
| 284511 | 2007 RZ20              | 3 de setembre de 2007  | Catalina             | CSS                    |
| 284512 | 2007 RQ35              | 8 de setembre de 2007  | Anderson Mesa        | LONEOS                 |
| 284513 | 2007 RY37              | 8 de setembre de 2007  | Anderson Mesa        | LONEOS                 |
| 284514 | 2007 RS38              | 8 de setembre de 2007  | Anderson Mesa        | LONEOS                 |
| 284515 | 2007 RR45              | 9 de setembre de 2007  | Kitt Peak            | Spacewatch             |
| 284516 | 2007 RJ48              | 9 de setembre de 2007  | Mount Lemmon         | Mt. Lemmon Survey      |
| 284517 | 2007 RO64              | 10 de setembre de 2007 | Mount Lemmon         | Mt. Lemmon Survey      |
| 284518 | 2007 RY66              | 10 de setembre de 2007 | Mount Lemmon         | Mt. Lemmon Survey      |
| 284519 | 2007 RD80              | 10 de setembre de 2007 | Mount Lemmon         | Mt. Lemmon Survey      |
| 284520 | 2007 RB96              | 10 de setembre de 2007 | Kitt Peak            | Spacewatch             |
| 284521 | 2007 RN96              | 10 de setembre de 2007 | Kitt Peak            | Spacewatch             |
| 284522 | 2007 RT97              | 10 de setembre de 2007 | Kitt Peak            | Spacewatch             |
| 284523 | 2007 RM113             | 11 de setembre de 2007 | Catalina             | CSS                    |
| 284524 | 2007 RH120             | 11 de setembre de 2007 | Crni Vrh             | Crni Vrh               |
| 284525 | 2007 RP123             | 12 de setembre de 2007 | Mount Lemmon         | Mt. Lemmon Survey      |
| 284526 | 2007 RN135             | 13 de setembre de 2007 | Mount Lemmon         | Mt. Lemmon Survey      |
| 284527 | 2007 RU137             | 14 de setembre de 2007 | Anderson Mesa        | LONEOS                 |
| 284528 | 2007 RQ138             | 15 de setembre de 2007 | Lulin                | LUSS                   |
| 284529 | 2007 RM139             | 7 de setembre de 2007  | Socorro              | LINEAR                 |
| 284530 | 2007 RS145             | 14 de setembre de 2007 | Socorro              | LINEAR                 |
| 284531 | 2007 RB148             | 11 de setembre de 2007 | Purple Mountain      | PMO NEO Survey Program |
| 284532 | 2007 RW157             | 11 de setembre de 2007 | Purple Mountain      | PMO NEO Survey Program |
| 284533 | 2007 RW170             | 10 de setembre de 2007 | Kitt Peak            | Spacewatch             |
| 284534 | 2007 RZ172             | 10 de setembre de 2007 | Kitt Peak            | Spacewatch             |
| 284535 | 2007 RW177             | 10 de setembre de 2007 | Kitt Peak            | Spacewatch             |
| 284536 | 2007 RJ189             | 10 de setembre de 2007 | Kitt Peak            | Spacewatch             |
| 284537 | 2007 RT199             | 13 de setembre de 2007 | Kitt Peak            | Spacewatch             |
| 284538 | 2007 RA204             | 9 de setembre de 2007  | Kitt Peak            | Spacewatch             |
| 284539 | 2007 RV204             | 9 de setembre de 2007  | Kitt Peak            | Spacewatch             |
| 284540 | 2007 RA217             | 13 de setembre de 2007 | Mount Lemmon         | Mt. Lemmon Survey      |
| 284541 | 2007 RD218             | 13 de setembre de 2007 | Mount Lemmon         | Mt. Lemmon Survey      |
| 284542 | 2007 RF244             | 15 de setembre de 2007 | Socorro              | LINEAR                 |
| 284543 | 2007 RC250             | 13 de setembre de 2007 | Kitt Peak            | Spacewatch             |
| 284544 | 2007 RC252             | 13 de setembre de 2007 | Kitt Peak            | Spacewatch             |
| 284545 | 2007 RV270             | 15 de setembre de 2007 | Kitt Peak            | Spacewatch             |
| 284546 | 2007 RX277             | 5 de setembre de 2007  | Catalina             | CSS                    |
| 284547 | 2007 RK278             | 5 de setembre de 2007  | Catalina             | CSS                    |
| 284548 | 2007 RL279             | 6 de setembre de 2007  | Siding Spring        | Siding Spring Survey   |
| 284549 | 2007 RJ284             | 11 de setembre de 2007 | Mount Lemmon         | Mt. Lemmon Survey      |
| 284550 | 2007 RF293             | 13 de setembre de 2007 | Mount Lemmon         | Mt. Lemmon Survey      |
| 284551 | 2007 RM301             | 13 de setembre de 2007 | Mount Lemmon         | Mt. Lemmon Survey      |
| 284552 | 2007 RY317             | 10 de setembre de 2007 | Kitt Peak            | Spacewatch             |
| 284553 | 2007 RD319             | 12 de setembre de 2007 | Catalina             | CSS                    |
| 284554 | 2007 RM324             | 15 de setembre de 2007 | Mount Lemmon         | Mt. Lemmon Survey      |
| 284555 | 2007 SS9               | 18 de setembre de 2007 | Kitt Peak            | Spacewatch             |
| 284556 | 2007 SD11              | 22 de setembre de 2007 | Sandlot              | G. Hug                 |
| 284557 | 2007 SA13              | 19 de setembre de 2007 | Kitt Peak            | Spacewatch             |
| 284558 | 2007 SZ21              | 21 de setembre de 2007 | Socorro              | LINEAR                 |
| 284559 | 2007 TD3               | 5 d'octubre de 2007    | Prairie Grass        | J. Mahony              |
| 284560 | 2007 TN6               | 6 d'octubre de 2007    | Dauban               | Chante-Perdrix         |
| 284561 | 2007 TN30              | 4 d'octubre de 2007    | Kitt Peak            | Spacewatch             |
| 284562 | 2007 TH32              | 6 d'octubre de 2007    | Kitt Peak            | Spacewatch             |
| 284563 | 2007 TR35              | 7 d'octubre de 2007    | Catalina             | CSS                    |
| 284564 | 2007 TV45              | 7 d'octubre de 2007    | Catalina             | CSS                    |
| 284565 | 2007 TR46              | 4 d'octubre de 2007    | Kitt Peak            | Spacewatch             |
| 284566 | 2007 TJ50              | 4 d'octubre de 2007    | Kitt Peak            | Spacewatch             |
| 284567 | 2007 TH52              | 4 d'octubre de 2007    | Kitt Peak            | Spacewatch             |
| 284568 | 2007 TH54              | 4 d'octubre de 2007    | Kitt Peak            | Spacewatch             |
| 284569 | 2007 TD55              | 4 d'octubre de 2007    | Kitt Peak            | Spacewatch             |
| 284570 | 2007 TR55              | 4 d'octubre de 2007    | Kitt Peak            | Spacewatch             |
| 284571 | 2007 TR56              | 4 d'octubre de 2007    | Kitt Peak            | Spacewatch             |
| 284572 | 2007 TE57              | 4 d'octubre de 2007    | Kitt Peak            | Spacewatch             |
| 284573 | 2007 TP60              | 6 d'octubre de 2007    | Kitt Peak            | Spacewatch             |
| 284574 | 2007 TN67              | 7 d'octubre de 2007    | Catalina             | CSS                    |
| 284575 | 2007 TC71              | 13 d'octubre de 2007   | Kitami               | K. Endate              |
| 284576 | 2007 TD92              | 4 d'octubre de 2007    | Purple Mountain      | PMO NEO Survey Program |
| 284577 | 2007 TQ94              | 7 d'octubre de 2007    | Catalina             | CSS                    |
| 284578 | 2007 TH100             | 8 d'octubre de 2007    | Mount Lemmon         | Mt. Lemmon Survey      |
| 284579 | 2007 TT102             | 8 d'octubre de 2007    | Mount Lemmon         | Mt. Lemmon Survey      |
| 284580 | 2007 TX104             | 8 d'octubre de 2007    | Mount Lemmon         | Mt. Lemmon Survey      |
| 284581 | 2007 TK132             | 7 d'octubre de 2007    | Mount Lemmon         | Mt. Lemmon Survey      |
| 284582 | 2007 TY139             | 9 d'octubre de 2007    | Catalina             | CSS                    |
| 284583 | 2007 TQ148             | 7 d'octubre de 2007    | Socorro              | LINEAR                 |
| 284584 | 2007 TR152             | 9 d'octubre de 2007    | Socorro              | LINEAR                 |
| 284585 | 2007 TX176             | 6 d'octubre de 2007    | Kitt Peak            | Spacewatch             |
| 284586 | 2007 TR182             | 8 d'octubre de 2007    | Anderson Mesa        | LONEOS                 |
| 284587 | 2007 TD186             | 13 d'octubre de 2007   | Socorro              | LINEAR                 |
| 284588 | 2007 TD193             | 6 d'octubre de 2007    | Kitt Peak            | Spacewatch             |
| 284589 | 2007 TJ193             | 6 d'octubre de 2007    | Kitt Peak            | Spacewatch             |
| 284590 | 2007 TL195             | 7 d'octubre de 2007    | Mount Lemmon         | Mt. Lemmon Survey      |
| 284591 | 2007 TT199             | 8 d'octubre de 2007    | Kitt Peak            | Spacewatch             |
| 284592 | 2007 TM216             | 7 d'octubre de 2007    | Kitt Peak            | Spacewatch             |
| 284593 | 2007 TG241             | 7 d'octubre de 2007    | Mount Lemmon         | Mt. Lemmon Survey      |
| 284594 | 2007 TY273             | 10 d'octubre de 2007   | Mount Lemmon         | Mt. Lemmon Survey      |
| 284595 | 2007 TJ283             | 8 d'octubre de 2007    | Mount Lemmon         | Mt. Lemmon Survey      |
| 284596 | 2007 TX321             | 8 d'octubre de 2007    | Catalina             | CSS                    |
| 284597 | 2007 TP343             | 10 d'octubre de 2007   | Mount Lemmon         | Mt. Lemmon Survey      |
| 284598 | 2007 TN372             | 13 d'octubre de 2007   | Anderson Mesa        | LONEOS                 |
| 284599 | 2007 TE382             | 14 d'octubre de 2007   | Kitt Peak            | Spacewatch             |
| 284600 | 2007 TB414             | 15 d'octubre de 2007   | Catalina             | CSS                    |

## 284601-284700
| Nom    | Designació provisional | Data de descobriment   | Lloc de descobriment | Descobridor/s          |
| ------ | ---------------------- | ---------------------- | -------------------- | ---------------------- |
| 284601 | 2007 TH418             | 4 d'octubre de 2007    | Kitt Peak            | Spacewatch             |
| 284602 | 2007 TJ418             | 4 d'octubre de 2007    | Kitt Peak            | Spacewatch             |
| 284603 | 2007 TL418             | 4 d'octubre de 2007    | Kitt Peak            | Spacewatch             |
| 284604 | 2007 TC423             | 4 d'octubre de 2007    | Kitt Peak            | Spacewatch             |
| 284605 | 2007 TX426             | 9 d'octubre de 2007    | Kitt Peak            | Spacewatch             |
| 284606 | 2007 TJ427             | 10 d'octubre de 2007   | Catalina             | CSS                    |
| 284607 | 2007 TG429             | 12 d'octubre de 2007   | Kitt Peak            | Spacewatch             |
| 284608 | 2007 TE443             | 13 d'octubre de 2007   | Catalina             | CSS                    |
| 284609 | 2007 TH444             | 7 d'octubre de 2007    | Catalina             | CSS                    |
| 284610 | 2007 TP449             | 10 d'octubre de 2007   | Catalina             | CSS                    |
| 284611 | 2007 UR5               | 16 d'octubre de 2007   | Purple Mountain      | PMO NEO Survey Program |
| 284612 | 2007 UF29              | 18 d'octubre de 2007   | Mount Lemmon         | Mt. Lemmon Survey      |
| 284613 | 2007 UC60              | 30 d'octubre de 2007   | Mount Lemmon         | Mt. Lemmon Survey      |
| 284614 | 2007 UW65              | 30 d'octubre de 2007   | Catalina             | CSS                    |
| 284615 | 2007 UC66              | 20 d'octubre de 2007   | Kitt Peak            | Spacewatch             |
| 284616 | 2007 UD72              | 31 d'octubre de 2007   | Mount Lemmon         | Mt. Lemmon Survey      |
| 284617 | 2007 UL96              | 30 d'octubre de 2007   | Kitt Peak            | Spacewatch             |
| 284618 | 2007 UR98              | 30 d'octubre de 2007   | Kitt Peak            | Spacewatch             |
| 284619 | 2007 UX123             | 31 d'octubre de 2007   | Catalina             | CSS                    |
| 284620 | 2007 UW126             | 20 d'octubre de 2007   | Mount Lemmon         | Mt. Lemmon Survey      |
| 284621 | 2007 UU130             | 20 d'octubre de 2007   | Mount Lemmon         | Mt. Lemmon Survey      |
| 284622 | 2007 VN47              | 1 de novembre de 2007  | Kitt Peak            | Spacewatch             |
| 284623 | 2007 VF52              | 1 de novembre de 2007  | Kitt Peak            | Spacewatch             |
| 284624 | 2007 VH85              | 2 de novembre de 2007  | Socorro              | LINEAR                 |
| 284625 | 2007 VS106             | 3 de novembre de 2007  | Kitt Peak            | Spacewatch             |
| 284626 | 2007 VR153             | 4 de novembre de 2007  | Kitt Peak            | Spacewatch             |
| 284627 | 2007 VP162             | 5 de novembre de 2007  | Kitt Peak            | Spacewatch             |
| 284628 | 2007 VL176             | 5 de novembre de 2007  | Mount Lemmon         | Mt. Lemmon Survey      |
| 284629 | 2007 VU180             | 7 de novembre de 2007  | Catalina             | CSS                    |
| 284630 | 2007 VO186             | 11 de novembre de 2007 | Bisei SG Center      | BATTeRS                |
| 284631 | 2007 VF217             | 9 de novembre de 2007  | Kitt Peak            | Spacewatch             |
| 284632 | 2007 VK227             | 12 de novembre de 2007 | Catalina             | CSS                    |
| 284633 | 2007 VS265             | 13 de novembre de 2007 | Catalina             | CSS                    |
| 284634 | 2007 VK267             | 13 de novembre de 2007 | Calvin-Rehoboth      | Calvin College         |
| 284635 | 2007 VY267             | 11 de novembre de 2007 | Socorro              | LINEAR                 |
| 284636 | 2007 VQ278             | 14 de novembre de 2007 | Kitt Peak            | Spacewatch             |
| 284637 | 2007 VO303             | 3 de novembre de 2007  | Catalina             | CSS                    |
| 284638 | 2007 VR321             | 5 de novembre de 2007  | Kitt Peak            | Spacewatch             |
| 284639 | 2007 VB323             | 2 de novembre de 2007  | Socorro              | LINEAR                 |
| 284640 | 2007 VM323             | 3 de novembre de 2007  | Socorro              | LINEAR                 |
| 284641 | 2007 VM325             | 2 de novembre de 2007  | Kitt Peak            | Spacewatch             |
| 284642 | 2007 VU325             | 2 de novembre de 2007  | Socorro              | LINEAR                 |
| 284643 | 2007 VD326             | 3 de novembre de 2007  | Mount Lemmon         | Mt. Lemmon Survey      |
| 284644 | 2007 VZ333             | 12 de novembre de 2007 | Socorro              | LINEAR                 |
| 284645 | 2007 VN334             | 14 de novembre de 2007 | Socorro              | LINEAR                 |
| 284646 | 2007 WL9               | 16 de novembre de 2007 | Mount Lemmon         | Mt. Lemmon Survey      |
| 284647 | 2007 WG27              | 18 de novembre de 2007 | Mount Lemmon         | Mt. Lemmon Survey      |
| 284648 | 2007 WK59              | 20 de novembre de 2007 | Kitt Peak            | Spacewatch             |
| 284649 | 2007 WO63              | 14 d'agost de 2002     | Palomar              | NEAT                   |
| 284650 | 2007 XK1               | 3 de desembre de 2007  | Catalina             | CSS                    |
| 284651 | 2007 XO6               | 4 de desembre de 2007  | Catalina             | CSS                    |
| 284652 | 2007 XE28              | 14 de desembre de 2007 | Purple Mountain      | PMO NEO Survey Program |
| 284653 | 2007 YO3               | 16 de desembre de 2007 | Kitt Peak            | Spacewatch             |
| 284654 | 2007 YE40              | 30 de desembre de 2007 | Catalina             | CSS                    |
| 284655 | 2007 YU47              | 30 de desembre de 2007 | Costitx              | OAM                    |
| 284656 | 2008 AB20              | 10 de gener de 2008    | Catalina             | CSS                    |
| 284657 | 2008 AM32              | 12 de gener de 2008    | Bisei SG Center      | BATTeRS                |
| 284658 | 2008 AZ103             | 15 de gener de 2008    | Kitt Peak            | Spacewatch             |
| 284659 | 2008 BO6               | 16 de gener de 2008    | Kitt Peak            | Spacewatch             |
| 284660 | 2008 BQ32              | 30 de gener de 2008    | Catalina             | CSS                    |
| 284661 | 2008 CK20              | 6 de febrer de 2008    | Catalina             | CSS                    |
| 284662 | 2008 CE28              | 2 de febrer de 2008    | Kitt Peak            | Spacewatch             |
| 284663 | 2008 FD63              | 27 de març de 2008     | Kitt Peak            | Spacewatch             |
| 284664 | 2008 FW132             | 30 de març de 2008     | Kitt Peak            | Spacewatch             |
| 284665 | 2008 FW134             | 30 de març de 2008     | Kitt Peak            | Spacewatch             |
| 284666 | 2008 GP42              | 4 d'abril de 2008      | Kitt Peak            | Spacewatch             |
| 284667 | 2008 GJ74              | 7 d'abril de 2008      | Kitt Peak            | Spacewatch             |
| 284668 | 2008 JA23              | 7 de maig de 2008      | Kitt Peak            | Spacewatch             |
| 284669 | 2008 OQ24              | 31 de juliol de 2008   | La Sagra             | La Sagra               |
| 284670 | 2008 QG5               | 22 d'agost de 2008     | Kitt Peak            | Spacewatch             |
| 284671 | 2008 QG14              | 21 d'agost de 2008     | Kitt Peak            | Spacewatch             |
| 284672 | 2008 QA44              | 27 d'agost de 2008     | La Sagra             | La Sagra               |
| 284673 | 2008 RC11              | 3 de setembre de 2008  | Kitt Peak            | Spacewatch             |
| 284674 | 2008 RV46              | 2 de setembre de 2008  | Kitt Peak            | Spacewatch             |
| 284675 | 2008 RA70              | 5 de setembre de 2008  | Kitt Peak            | Spacewatch             |
| 284676 | 2008 RX89              | 5 de setembre de 2008  | Kitt Peak            | Spacewatch             |
| 284677 | 2008 RQ95              | 7 de setembre de 2008  | Catalina             | CSS                    |
| 284678 | 2008 RN97              | 7 de setembre de 2008  | Mount Lemmon         | Mt. Lemmon Survey      |
| 284679 | 2008 RA103             | 4 de setembre de 2008  | Kitt Peak            | Spacewatch             |
| 284680 | 2008 RP120             | 5 de setembre de 2008  | Kitt Peak            | Spacewatch             |
| 284681 | 2008 RN123             | 6 de setembre de 2008  | Kitt Peak            | Spacewatch             |
| 284682 | 2008 RJ134             | 7 de setembre de 2008  | Catalina             | CSS                    |
| 284683 | 2008 SX4               | 22 de setembre de 2008 | Socorro              | LINEAR                 |
| 284684 | 2008 SS6               | 22 de setembre de 2008 | Socorro              | LINEAR                 |
| 284685 | 2008 SY28              | 19 de setembre de 2008 | Kitt Peak            | Spacewatch             |
| 284686 | 2008 SU31              | 20 de setembre de 2008 | Kitt Peak            | Spacewatch             |
| 284687 | 2008 SF32              | 20 de setembre de 2008 | Kitt Peak            | Spacewatch             |
| 284688 | 2008 SS32              | 20 de setembre de 2008 | Kitt Peak            | Spacewatch             |
| 284689 | 2008 SO45              | 20 de setembre de 2008 | Kitt Peak            | Spacewatch             |
| 284690 | 2008 SR64              | 21 de setembre de 2008 | Mount Lemmon         | Mt. Lemmon Survey      |
| 284691 | 2008 SY71              | 22 de setembre de 2008 | Mount Lemmon         | Mt. Lemmon Survey      |
| 284692 | 2008 SO89              | 21 de setembre de 2008 | Kitt Peak            | Spacewatch             |
| 284693 | 2008 SR89              | 21 de setembre de 2008 | Kitt Peak            | Spacewatch             |
| 284694 | 2008 SU96              | 21 de setembre de 2008 | Kitt Peak            | Spacewatch             |
| 284695 | 2008 SJ136             | 23 de setembre de 2008 | Kitt Peak            | Spacewatch             |
| 284696 | 2008 SL158             | 24 de setembre de 2008 | Socorro              | LINEAR                 |
| 284697 | 2008 SA174             | 22 de setembre de 2008 | Catalina             | CSS                    |
| 284698 | 2008 SB187             | 25 de setembre de 2008 | Kitt Peak            | Spacewatch             |
| 284699 | 2008 SY267             | 23 de setembre de 2008 | Mount Lemmon         | Mt. Lemmon Survey      |
| 284700 | 2008 SF271             | 29 de setembre de 2008 | Catalina             | CSS                    |

## 284701-284800
| Nom    | Designació provisional | Data de descobriment   | Lloc de descobriment | Descobridor/s     |
| ------ | ---------------------- | ---------------------- | -------------------- | ----------------- |
| 284701 | 2008 SO277             | 24 de setembre de 2008 | Mount Lemmon         | Mt. Lemmon Survey |
| 284702 | 2008 SX280             | 29 de setembre de 2008 | Mount Lemmon         | Mt. Lemmon Survey |
| 284703 | 2008 SJ281             | 25 de setembre de 2008 | Mount Lemmon         | Mt. Lemmon Survey |
| 284704 | 2008 SO282             | 22 de setembre de 2008 | Kitt Peak            | Spacewatch        |
| 284705 | 2008 SX298             | 22 de setembre de 2008 | Kitt Peak            | Spacewatch        |
| 284706 | 2008 SY301             | 23 de setembre de 2008 | Mount Lemmon         | Mt. Lemmon Survey |
| 284707 | 2008 TA22              | 1 d'octubre de 2008    | Mount Lemmon         | Mt. Lemmon Survey |
| 284708 | 2008 TB70              | 2 d'octubre de 2008    | Kitt Peak            | Spacewatch        |
| 284709 | 2008 TK90              | 3 d'octubre de 2008    | Kitt Peak            | Spacewatch        |
| 284710 | 2008 TH105             | 6 d'octubre de 2008    | Kitt Peak            | Spacewatch        |
| 284711 | 2008 TL120             | 7 d'octubre de 2008    | Mount Lemmon         | Mt. Lemmon Survey |
| 284712 | 2008 TE124             | 8 d'octubre de 2008    | Mount Lemmon         | Mt. Lemmon Survey |
| 284713 | 2008 TC133             | 8 d'octubre de 2008    | Mount Lemmon         | Mt. Lemmon Survey |
| 284714 | 2008 TL134             | 8 d'octubre de 2008    | Kitt Peak            | Spacewatch        |
| 284715 | 2008 TR139             | 8 d'octubre de 2008    | Mount Lemmon         | Mt. Lemmon Survey |
| 284716 | 2008 TM150             | 9 d'octubre de 2008    | Mount Lemmon         | Mt. Lemmon Survey |
| 284717 | 2008 TE166             | 6 d'octubre de 2008    | Mount Lemmon         | Mt. Lemmon Survey |
| 284718 | 2008 TO181             | 1 d'octubre de 2008    | Socorro              | LINEAR            |
| 284719 | 2008 TK186             | 7 d'octubre de 2008    | Mount Lemmon         | Mt. Lemmon Survey |
| 284720 | 2008 UV23              | 20 d'octubre de 2008   | Kitt Peak            | Spacewatch        |
| 284721 | 2008 UW25              | 20 d'octubre de 2008   | Mount Lemmon         | Mt. Lemmon Survey |
| 284722 | 2008 UT33              | 20 d'octubre de 2008   | Mount Lemmon         | Mt. Lemmon Survey |
| 284723 | 2008 UC39              | 20 d'octubre de 2008   | Kitt Peak            | Spacewatch        |
| 284724 | 2008 UL55              | 21 d'octubre de 2008   | Kitt Peak            | Spacewatch        |
| 284725 | 2008 UT77              | 21 d'octubre de 2008   | Mount Lemmon         | Mt. Lemmon Survey |
| 284726 | 2008 UE111             | 22 d'octubre de 2008   | Kitt Peak            | Spacewatch        |
| 284727 | 2008 UG119             | 22 d'octubre de 2008   | Kitt Peak            | Spacewatch        |
| 284728 | 2008 UE127             | 22 d'octubre de 2008   | Kitt Peak            | Spacewatch        |
| 284729 | 2008 UX129             | 23 d'octubre de 2008   | Kitt Peak            | Spacewatch        |
| 284730 | 2008 UY138             | 23 d'octubre de 2008   | Kitt Peak            | Spacewatch        |
| 284731 | 2008 US141             | 23 d'octubre de 2008   | Kitt Peak            | Spacewatch        |
| 284732 | 2008 UY144             | 23 d'octubre de 2008   | Kitt Peak            | Spacewatch        |
| 284733 | 2008 UO147             | 23 d'octubre de 2008   | Kitt Peak            | Spacewatch        |
| 284734 | 2008 UP152             | 23 d'octubre de 2008   | Mount Lemmon         | Mt. Lemmon Survey |
| 284735 | 2008 UQ152             | 23 d'octubre de 2008   | Mount Lemmon         | Mt. Lemmon Survey |
| 284736 | 2008 UT178             | 24 d'octubre de 2008   | Mount Lemmon         | Mt. Lemmon Survey |
| 284737 | 2008 UM179             | 24 d'octubre de 2008   | Kitt Peak            | Spacewatch        |
| 284738 | 2008 UZ180             | 24 d'octubre de 2008   | Kitt Peak            | Spacewatch        |
| 284739 | 2008 UA197             | 27 d'octubre de 2008   | Kitt Peak            | Spacewatch        |
| 284740 | 2008 UH198             | 25 d'octubre de 2008   | Socorro              | LINEAR            |
| 284741 | 2008 UL203             | 28 d'octubre de 2008   | Socorro              | LINEAR            |
| 284742 | 2008 UT203             | 28 d'octubre de 2008   | Socorro              | LINEAR            |
| 284743 | 2008 UJ208             | 23 d'octubre de 2008   | Kitt Peak            | Spacewatch        |
| 284744 | 2008 UU211             | 23 d'octubre de 2008   | Mount Lemmon         | Mt. Lemmon Survey |
| 284745 | 2008 US240             | 26 d'octubre de 2008   | Kitt Peak            | Spacewatch        |
| 284746 | 2008 UV299             | 29 d'octubre de 2008   | Kitt Peak            | Spacewatch        |
| 284747 | 2008 UD305             | 29 d'octubre de 2008   | Kitt Peak            | Spacewatch        |
| 284748 | 2008 UJ329             | 31 d'octubre de 2008   | Kitt Peak            | Spacewatch        |
| 284749 | 2008 UP360             | 28 d'octubre de 2008   | Kitt Peak            | Spacewatch        |
| 284750 | 2008 UN361             | 31 d'octubre de 2008   | Catalina             | CSS               |
| 284751 | 2008 UE368             | 31 d'octubre de 2008   | Socorro              | LINEAR            |
| 284752 | 2008 VF2               | 2 de novembre de 2008  | Socorro              | LINEAR            |
| 284753 | 2008 VK11              | 2 de novembre de 2008  | Mount Lemmon         | Mt. Lemmon Survey |
| 284754 | 2008 VD13              | 6 de novembre de 2008  | Andrushivka          | Andrushivka       |
| 284755 | 2008 VZ22              | 1 de novembre de 2008  | Mount Lemmon         | Mt. Lemmon Survey |
| 284756 | 2008 VA24              | 1 de novembre de 2008  | Kitt Peak            | Spacewatch        |
| 284757 | 2008 VV25              | 2 de novembre de 2008  | Kitt Peak            | Spacewatch        |
| 284758 | 2008 VN64              | 10 de novembre de 2008 | La Sagra             | La Sagra          |
| 284759 | 2008 WT2               | 18 de novembre de 2008 | Dauban               | F. Kugel          |
| 284760 | 2008 WO3               | 17 de novembre de 2008 | Kitt Peak            | Spacewatch        |
| 284761 | 2008 WK21              | 17 de novembre de 2008 | Kitt Peak            | Spacewatch        |
| 284762 | 2008 WN41              | 17 de novembre de 2008 | Kitt Peak            | Spacewatch        |
| 284763 | 2008 WL68              | 18 de novembre de 2008 | Kitt Peak            | Spacewatch        |
| 284764 | 2008 WT69              | 18 de novembre de 2008 | Kitt Peak            | Spacewatch        |
| 284765 | 2008 WK70              | 18 de novembre de 2008 | Kitt Peak            | Spacewatch        |
| 284766 | 2008 WX73              | 19 de novembre de 2008 | Mount Lemmon         | Mt. Lemmon Survey |
| 284767 | 2008 WL101             | 27 de novembre de 2008 | Crni Vrh             | Crni Vrh          |
| 284768 | 2008 WM110             | 30 de novembre de 2008 | Kitt Peak            | Spacewatch        |
| 284769 | 2008 WP115             | 30 de novembre de 2008 | Kitt Peak            | Spacewatch        |
| 284770 | 2008 WC119             | 30 de novembre de 2008 | Mount Lemmon         | Mt. Lemmon Survey |
| 284771 | 2008 WW120             | 30 de novembre de 2008 | Kitt Peak            | Spacewatch        |
| 284772 | 2008 WM121             | 30 de novembre de 2008 | Kitt Peak            | Spacewatch        |
| 284773 | 2008 WN121             | 30 de novembre de 2008 | Kitt Peak            | Spacewatch        |
| 284774 | 2008 WC126             | 24 de novembre de 2008 | Mount Lemmon         | Mt. Lemmon Survey |
| 284775 | 2008 WP138             | 18 de novembre de 2008 | Socorro              | LINEAR            |
| 284776 | 2008 XC3               | 2 de desembre de 2008  | Dauban               | F. Kugel          |
| 284777 | 2008 XT3               | 2 de desembre de 2008  | Socorro              | LINEAR            |
| 284778 | 2008 XH35              | 2 de desembre de 2008  | Kitt Peak            | Spacewatch        |
| 284779 | 2008 XH49              | 7 de desembre de 2008  | Mount Lemmon         | Mt. Lemmon Survey |
| 284780 | 2008 XO52              | 2 de desembre de 2008  | Kitt Peak            | Spacewatch        |
| 284781 | 2008 YK13              | 21 de desembre de 2008 | Mount Lemmon         | Mt. Lemmon Survey |
| 284782 | 2008 YA21              | 21 de desembre de 2008 | Mount Lemmon         | Mt. Lemmon Survey |
| 284783 | 2008 YT35              | 22 de desembre de 2008 | Kitt Peak            | Spacewatch        |
| 284784 | 2008 YH38              | 29 de desembre de 2008 | Kitt Peak            | Spacewatch        |
| 284785 | 2008 YP40              | 29 de desembre de 2008 | Mount Lemmon         | Mt. Lemmon Survey |
| 284786 | 2008 YO49              | 29 de desembre de 2008 | Mount Lemmon         | Mt. Lemmon Survey |
| 284787 | 2008 YF51              | 29 de desembre de 2008 | Mount Lemmon         | Mt. Lemmon Survey |
| 284788 | 2008 YT53              | 29 de desembre de 2008 | Mount Lemmon         | Mt. Lemmon Survey |
| 284789 | 2008 YZ56              | 30 de desembre de 2008 | Kitt Peak            | Spacewatch        |
| 284790 | 2008 YW75              | 30 de desembre de 2008 | Mount Lemmon         | Mt. Lemmon Survey |
| 284791 | 2008 YG78              | 30 de desembre de 2008 | Mount Lemmon         | Mt. Lemmon Survey |
| 284792 | 2008 YW79              | 30 de desembre de 2008 | Mount Lemmon         | Mt. Lemmon Survey |
| 284793 | 2008 YQ80              | 30 de desembre de 2008 | Kitt Peak            | Spacewatch        |
| 284794 | 2008 YH83              | 31 de desembre de 2008 | Kitt Peak            | Spacewatch        |
| 284795 | 2008 YS83              | 31 de desembre de 2008 | Kitt Peak            | Spacewatch        |
| 284796 | 2008 YA97              | 29 de desembre de 2008 | Mount Lemmon         | Mt. Lemmon Survey |
| 284797 | 2008 YB101             | 29 de desembre de 2008 | Kitt Peak            | Spacewatch        |
| 284798 | 2008 YT103             | 29 de desembre de 2008 | Kitt Peak            | Spacewatch        |
| 284799 | 2008 YC106             | 29 de desembre de 2008 | Kitt Peak            | Spacewatch        |
| 284800 | 2008 YS112             | 31 de desembre de 2008 | Mount Lemmon         | Mt. Lemmon Survey |

## 284801-284900
| Nom         | Designació provisional | Data de descobriment   | Lloc de descobriment | Descobridor/s             |
| ----------- | ---------------------- | ---------------------- | -------------------- | ------------------------- |
| 284801      | 2008 YM113             | 29 de desembre de 2008 | Kitt Peak            | Spacewatch                |
| 284802      | 2008 YV117             | 29 de desembre de 2008 | Mount Lemmon         | Mt. Lemmon Survey         |
| 284803      | 2008 YZ118             | 29 de desembre de 2008 | Kitt Peak            | Spacewatch                |
| 284804      | 2008 YH123             | 30 de desembre de 2008 | Kitt Peak            | Spacewatch                |
| 284805      | 2008 YL123             | 30 de desembre de 2008 | Kitt Peak            | Spacewatch                |
| 284806      | 2008 YZ123             | 30 de desembre de 2008 | Kitt Peak            | Spacewatch                |
| 284807      | 2008 YH127             | 30 de desembre de 2008 | Kitt Peak            | Spacewatch                |
| 284808      | 2008 YL136             | 30 de desembre de 2008 | Kitt Peak            | Spacewatch                |
| 284809      | 2008 YS136             | 30 de desembre de 2008 | Kitt Peak            | Spacewatch                |
| 284810      | 2008 YA137             | 30 de desembre de 2008 | Kitt Peak            | Spacewatch                |
| 284811      | 2008 YT137             | 30 de desembre de 2008 | Mount Lemmon         | Mt. Lemmon Survey         |
| 284812      | 2008 YY141             | 30 de desembre de 2008 | Kitt Peak            | Spacewatch                |
| 284813      | 2008 YA152             | 22 de desembre de 2008 | Catalina             | CSS                       |
| 284814      | 2008 YE152             | 22 de desembre de 2008 | Kitt Peak            | Spacewatch                |
| 284815      | 2008 YM152             | 29 de desembre de 2008 | Mount Lemmon         | Mt. Lemmon Survey         |
| 284816      | 2008 YJ153             | 21 de desembre de 2008 | Kitt Peak            | Spacewatch                |
| 284817      | 2008 YC161             | 29 de desembre de 2008 | Mount Lemmon         | Mt. Lemmon Survey         |
| 284818      | 2008 YK163             | 30 de desembre de 2008 | Mount Lemmon         | Mt. Lemmon Survey         |
| 284819      | 2008 YY165             | 22 de desembre de 2008 | Mount Lemmon         | Mt. Lemmon Survey         |
| 284820      | 2008 YY166             | 22 de desembre de 2008 | Catalina             | CSS                       |
| 284821      | 2008 YS170             | 30 de desembre de 2008 | Catalina             | CSS                       |
| 284822      | 2008 YS172             | 22 de desembre de 2008 | Kitt Peak            | Spacewatch                |
| 284823      | 2009 AQ35              | 15 de gener de 2009    | Kitt Peak            | Spacewatch                |
| 284824      | 2009 AT35              | 15 de gener de 2009    | Kitt Peak            | Spacewatch                |
| 284825      | 2009 AS42              | 2 de gener de 2009     | Mount Lemmon         | Mt. Lemmon Survey         |
| 284826      | 2009 AY42              | 3 de gener de 2009     | Mount Lemmon         | Mt. Lemmon Survey         |
| 284827      | 2009 AH44              | 3 de gener de 2009     | Mount Lemmon         | Mt. Lemmon Survey         |
| 284828      | 2009 AQ47              | 7 de gener de 2009     | Kitt Peak            | Spacewatch                |
| 284829      | 2009 BZ3               | 18 de gener de 2009    | Socorro              | LINEAR                    |
| 284830      | 2009 BT8               | 17 de gener de 2009    | Socorro              | LINEAR                    |
| 284831      | 2009 BE16              | 16 de gener de 2009    | Mount Lemmon         | Mt. Lemmon Survey         |
| 284832      | 2009 BH17              | 17 de gener de 2009    | Mount Lemmon         | Mt. Lemmon Survey         |
| 284833      | 2009 BA38              | 16 de gener de 2009    | Kitt Peak            | Spacewatch                |
| 284834      | 2009 BJ42              | 16 de gener de 2009    | Kitt Peak            | Spacewatch                |
| 284835      | 2009 BW46              | 16 de gener de 2009    | Kitt Peak            | Spacewatch                |
| 284836      | 2009 BP52              | 16 de gener de 2009    | Kitt Peak            | Spacewatch                |
| 284837      | 2009 BR59              | 16 de gener de 2009    | Kitt Peak            | Spacewatch                |
| 284838      | 2009 BK68              | 23 de gener de 2009    | Purple Mountain      | PMO NEO Survey Program    |
| 284839      | 2009 BY68              | 25 de gener de 2009    | Kitt Peak            | Spacewatch                |
| 284840      | 2009 BR69              | 25 de gener de 2009    | Catalina             | CSS                       |
| 284841      | 2009 BH77              | 25 de gener de 2009    | Socorro              | LINEAR                    |
| 284842      | 2009 BT81              | 29 de gener de 2009    | Bergisch Gladbac     | W. Bickel                 |
| 284843      | 2009 BO82              | 20 de gener de 2009    | Catalina             | CSS                       |
| 284844      | 2009 BJ84              | 25 de gener de 2009    | Kitt Peak            | Spacewatch                |
| 284845      | 2009 BG85              | 25 de gener de 2009    | Kitt Peak            | Spacewatch                |
| 284846      | 2009 BM91              | 25 de gener de 2009    | Kitt Peak            | Spacewatch                |
| 284847      | 2009 BD92              | 25 de gener de 2009    | Kitt Peak            | Spacewatch                |
| 284848      | 2009 BQ93              | 25 de gener de 2009    | Kitt Peak            | Spacewatch                |
| 284849      | 2009 BO94              | 25 de gener de 2009    | Kitt Peak            | Spacewatch                |
| 284850      | 2009 BM105             | 25 de gener de 2009    | Kitt Peak            | Spacewatch                |
| 284851      | 2009 BQ122             | 31 de gener de 2009    | Kitt Peak            | Spacewatch                |
| 284852      | 2009 BH128             | 29 de gener de 2009    | Mount Lemmon         | Mt. Lemmon Survey         |
| 284853      | 2009 BX136             | 29 de gener de 2009    | Kitt Peak            | Spacewatch                |
| 284854      | 2009 BG140             | 29 de gener de 2009    | Kitt Peak            | Spacewatch                |
| 284855      | 2009 BM143             | 30 de gener de 2009    | Kitt Peak            | Spacewatch                |
| 284856      | 2009 BG147             | 30 de gener de 2009    | Mount Lemmon         | Mt. Lemmon Survey         |
| 284857      | 2009 BP158             | 31 de gener de 2009    | Kitt Peak            | Spacewatch                |
| 284858      | 2009 BG161             | 31 de gener de 2009    | Kitt Peak            | Spacewatch                |
| 284859      | 2009 BP167             | 31 de gener de 2009    | Cerro Burek          | Cerro Burek               |
| 284860      | 2009 BY176             | 18 de gener de 2009    | Kitt Peak            | Spacewatch                |
| 284861      | 2009 BR177             | 30 de gener de 2009    | Mount Lemmon         | Mt. Lemmon Survey         |
| 284862      | 2009 BU189             | 20 de gener de 2009    | Mount Lemmon         | Mt. Lemmon Survey         |
| 284863      | 2009 CL2               | 2 de febrer de 2009    | Moletai              | K. Cernis, J. Zdanavicius |
| 284864      | 2009 CV28              | 1 de febrer de 2009    | Kitt Peak            | Spacewatch                |
| 284865      | 2009 CP32              | 1 de febrer de 2009    | Kitt Peak            | Spacewatch                |
| 284866      | 2009 CG40              | 14 de febrer de 2009   | Catalina             | CSS                       |
| 284867      | 2009 CU41              | 13 de febrer de 2009   | Kitt Peak            | Spacewatch                |
| 284868      | 2009 CO45              | 14 de febrer de 2009   | Kitt Peak            | Spacewatch                |
| 284869      | 2009 CG55              | 14 de febrer de 2009   | Mount Lemmon         | Mt. Lemmon Survey         |
| 284870      | 2009 CT58              | 4 de febrer de 2009    | Kitt Peak            | Spacewatch                |
| 284871      | 2009 CK64              | 3 de febrer de 2009    | Kitt Peak            | Spacewatch                |
| 284872      | 2009 DV10              | 16 de febrer de 2009   | Dauban               | F. Kugel                  |
| 284873      | 2009 DN37              | 23 de febrer de 2009   | Calar Alto           | F. Hormuth                |
| 284874      | 2009 DX39              | 20 de febrer de 2009   | Dauban               | F. Kugel                  |
| 284875      | 2009 DG41              | 18 de febrer de 2009   | La Sagra             | La Sagra                  |
| 284876      | 2009 DK42              | 18 de febrer de 2009   | La Sagra             | La Sagra                  |
| 284877      | 2009 DA66              | 24 de febrer de 2009   | Mount Lemmon         | Mt. Lemmon Survey         |
| 284878      | 2009 DX71              | 6 de desembre de 2008  | Kitt Peak            | Spacewatch                |
| 284879      | 2009 DF93              | 28 de febrer de 2009   | Mount Lemmon         | Mt. Lemmon Survey         |
| 284880      | 2009 DR127             | 20 de febrer de 2009   | Kitt Peak            | Spacewatch                |
| 284881      | 2009 EA21              | 15 de març de 2009     | La Sagra             | La Sagra                  |
| 284882      | 2009 FY59              | 31 de març de 2009     | Mount Lemmon         | Mt. Lemmon Survey         |
| 284883      | 2009 FB63              | 26 de març de 2009     | Kitt Peak            | Spacewatch                |
| 284884      | 2009 HT15              | 18 d'abril de 2009     | Kitt Peak            | Spacewatch                |
| 284885      | 2009 HU50              | 21 d'abril de 2009     | Kitt Peak            | Spacewatch                |
| 284886      | 2009 JO4               | 13 de maig de 2009     | Kitt Peak            | Spacewatch                |
| 284887      | 2009 KE9               | 24 de maig de 2009     | Catalina             | CSS                       |
| 284888      | 2009 QR14              | 16 d'agost de 2009     | Kitt Peak            | Spacewatch                |
| 284889      | 2009 QJ46              | 27 d'agost de 2009     | Kitt Peak            | Spacewatch                |
| 284890      | 2009 QL60              | 17 d'agost de 2009     | Kitt Peak            | Spacewatch                |
| 284891 Kona | 2009 RT26              | 13 de setembre de 2009 | ESA OGS              | ESA OGS                   |
| 284892      | 2009 SN84              | 18 de setembre de 2009 | Mount Lemmon         | Mt. Lemmon Survey         |
| 284893      | 2009 SQ129             | 18 de setembre de 2009 | Kitt Peak            | Spacewatch                |
| 284894      | 2009 SV154             | 20 de setembre de 2009 | Catalina             | CSS                       |
| 284895      | 2009 SW168             | 23 de setembre de 2009 | Uccle                | T. Pauwels                |
| 284896      | 2009 SY337             | 28 de setembre de 2009 | Catalina             | CSS                       |
| 284897      | 2009 SQ340             | 20 de setembre de 2009 | Kitt Peak            | Spacewatch                |
| 284898      | 2009 TC5               | 10 d'octubre de 2009   | La Sagra             | La Sagra                  |
| 284899      | 2009 UV20              | 21 d'octubre de 2009   | Bisei SG Center      | BATTeRS                   |
| 284900      | 2009 US80              | 22 d'octubre de 2009   | Catalina             | CSS                       |

## 284901-285000
| Nom                | Designació provisional | Data de descobriment   | Lloc de descobriment | Descobridor/s             |
| ------------------ | ---------------------- | ---------------------- | -------------------- | ------------------------- |
| 284901             | 2009 UD147             | 18 d'octubre de 2009   | Mount Lemmon         | Mt. Lemmon Survey         |
| 284902             | 2009 VL14              | 8 de novembre de 2009  | Mount Lemmon         | Mt. Lemmon Survey         |
| 284903             | 2009 VF43              | 9 de novembre de 2009  | Mount Lemmon         | Mt. Lemmon Survey         |
| 284904             | 2009 VK68              | 9 de novembre de 2009  | Kitt Peak            | Spacewatch                |
| 284905             | 2009 VZ93              | 12 de novembre de 2009 | La Sagra             | La Sagra                  |
| 284906             | 2009 XR6               | 10 de desembre de 2009 | Mount Lemmon         | Mt. Lemmon Survey         |
| 284907             | 2009 XH16              | 15 de desembre de 2009 | Mount Lemmon         | Mt. Lemmon Survey         |
| 284908             | 2009 YA17              | 19 de desembre de 2009 | Mount Lemmon         | Mt. Lemmon Survey         |
| 284909             | 2009 YR25              | 26 de desembre de 2009 | Kitt Peak            | Spacewatch                |
| 284910             | 2010 AU11              | 6 de gener de 2010     | Kitt Peak            | Spacewatch                |
| 284911             | 2010 AW32              | 7 de gener de 2010     | Kitt Peak            | Spacewatch                |
| 284912             | 2010 AS66              | 11 de gener de 2010    | Kitt Peak            | Spacewatch                |
| 284913             | 2010 AJ76              | 13 de gener de 2010    | Socorro              | LINEAR                    |
| 284914             | 2010 AP79              | 8 de gener de 2010     | Kitt Peak            | Spacewatch                |
| 284915             | 2010 AX91              | 8 de gener de 2010     | WISE                 | WISE                      |
| 284916             | 2010 AC125             | 19 de març de 2001     | Apache Point         | Sloan Digital Sky Survey  |
| 284917             | 2010 BG4               | 23 de gener de 2010    | Bisei SG Center      | BATTeRS                   |
| 284918             | 2010 BO15              | 16 de gener de 2010    | WISE                 | WISE                      |
| 284919             | 2010 BK82              | 25 de gener de 2010    | WISE                 | WISE                      |
| 284920             | 2010 CM46              | 12 de febrer de 2010   | WISE                 | WISE                      |
| 284921             | 2010 CU56              | 13 de febrer de 2010   | Socorro              | LINEAR                    |
| 284922             | 2010 CL82              | 13 de febrer de 2010   | Kitt Peak            | Spacewatch                |
| 284923             | 2010 CT82              | 13 de febrer de 2010   | Kitt Peak            | Spacewatch                |
| 284924             | 2010 CW96              | 14 de febrer de 2010   | Mount Lemmon         | Mt. Lemmon Survey         |
| 284925             | 2010 CY103             | 14 de febrer de 2010   | Kitt Peak            | Spacewatch                |
| 284926             | 2010 CX128             | 9 de febrer de 2010    | Catalina             | CSS                       |
| 284927             | 2010 CU153             | 14 de febrer de 2010   | Catalina             | CSS                       |
| 284928             | 2010 CH172             | 15 de febrer de 2010   | Kitt Peak            | Spacewatch                |
| 284929             | 2010 CA180             | 7 de febrer de 2010    | La Sagra             | La Sagra                  |
| 284930             | 2010 CC225             | 8 de febrer de 2010    | WISE                 | WISE                      |
| 284931             | 2010 DR                | 16 de febrer de 2010   | Mayhill              | A. Lowe                   |
| 284932             | 2010 DG3               | 16 de febrer de 2010   | Catalina             | CSS                       |
| 284933             | 2010 DX7               | 16 de febrer de 2010   | Kitt Peak            | Spacewatch                |
| 284934             | 2010 DN26              | 17 de gener de 2008    | Mount Lemmon         | Mt. Lemmon Survey         |
| 284935             | 2010 DS50              | 21 de febrer de 2010   | WISE                 | WISE                      |
| 284936             | 2010 DU50              | 21 de febrer de 2010   | WISE                 | WISE                      |
| 284937             | 2010 DY53              | 23 de febrer de 2010   | WISE                 | WISE                      |
| 284938             | 2010 DX73              | 24 de febrer de 2010   | Kitt Peak            | Spacewatch                |
| 284939             | 2010 DL75              | 17 de febrer de 2010   | Kitt Peak            | Spacewatch                |
| 284940             | 2010 EM2               | 3 de març de 2010      | Nazaret              | G. Muler                  |
| 284941             | 2010 EB21              | 9 de març de 2010      | Taunus               | E. Schwab, R. Kling       |
| 284942             | 2010 EQ30              | 10 de març de 2010     | Moletai              | K. Cernis, J. Zdanavicius |
| 284943             | 2010 EZ33              | 5 de març de 2010      | Kitt Peak            | Spacewatch                |
| 284944             | 2010 EQ34              | 9 de març de 2010      | La Sagra             | La Sagra                  |
| 284945 Saint-Imier | 2010 EM44              | 14 de març de 2010     | Vicques              | M. Ory                    |
| 284946             | 2010 EC79              | 12 de març de 2010     | Mount Lemmon         | Mt. Lemmon Survey         |
| 284947             | 2010 EO87              | 13 de març de 2010     | Mount Lemmon         | Mt. Lemmon Survey         |
| 284948             | 2010 ET99              | 14 de març de 2010     | Kitt Peak            | Spacewatch                |
| 284949             | 2010 EK105             | 12 de març de 2010     | Catalina             | CSS                       |
| 284950             | 2010 EO126             | 11 d'octubre de 2007   | Catalina             | CSS                       |
| 284951             | 2010 EW126             | 15 de març de 2010     | Catalina             | CSS                       |
| 284952             | 2010 EG127             | 15 de març de 2010     | Mount Lemmon         | Mt. Lemmon Survey         |
| 284953             | 2010 EL127             | 2 de maig de 2006      | Catalina             | CSS                       |
| 284954             | 2010 EF129             | 12 de març de 2010     | Kitt Peak            | Spacewatch                |
| 284955             | 2010 EN129             | 12 de març de 2010     | Mount Lemmon         | Mt. Lemmon Survey         |
| 284956             | 2010 EF130             | 13 de març de 2010     | Kitt Peak            | Spacewatch                |
| 284957             | 2010 EJ133             | 14 de març de 2010     | Kitt Peak            | Spacewatch                |
| 284958             | 2010 EH137             | 15 de març de 2010     | Mount Lemmon         | Mt. Lemmon Survey         |
| 284959             | 2010 EP139             | 13 de març de 2010     | Catalina             | CSS                       |
| 284960             | 2010 EC140             | 15 de març de 2010     | Mount Lemmon         | Mt. Lemmon Survey         |
| 284961             | 2010 ET140             | 15 de març de 2010     | Catalina             | CSS                       |
| 284962             | 2010 FW                | 16 de març de 2010     | Kitt Peak            | Spacewatch                |
| 284963             | 2010 FC5               | 16 de març de 2010     | Mount Lemmon         | Mt. Lemmon Survey         |
| 284964             | 2010 FO5               | 17 de març de 2010     | Mount Lemmon         | Mt. Lemmon Survey         |
| 284965             | 2010 FX14              | 17 de març de 2010     | Catalina             | CSS                       |
| 284966             | 2010 FO20              | 18 de març de 2010     | Mount Lemmon         | Mt. Lemmon Survey         |
| 284967             | 2010 FY22              | 18 de març de 2010     | Mount Lemmon         | Mt. Lemmon Survey         |
| 284968             | 2010 FZ27              | 20 de març de 2010     | Catalina             | CSS                       |
| 284969             | 2010 FG85              | 19 de març de 2010     | Purple Mountain      | PMO NEO Survey Program    |
| 284970             | 2010 FP100             | 6 d'agost de 2002      | Palomar              | NEAT                      |
| 284971             | 2010 GS6               | 3 d'abril de 2010      | Purple Mountain      | PMO NEO Survey Program    |
| 284972             | 2010 GM7               | 3 d'abril de 2010      | Kitt Peak            | Spacewatch                |
| 284973             | 2010 GJ25              | 5 d'abril de 2010      | Kitt Peak            | Spacewatch                |
| 284974             | 2010 GV26              | 5 d'abril de 2010      | Kitt Peak            | Spacewatch                |
| 284975             | 2010 GG27              | 5 d'abril de 2010      | Kitt Peak            | Spacewatch                |
| 284976             | 2010 GA32              | 6 d'abril de 2010      | Catalina             | CSS                       |
| 284977             | 2010 GV96              | 14 d'abril de 2010     | Sierra Stars         | Sierra Stars              |
| 284978             | 2010 GG104             | 7 d'abril de 2010      | Kitt Peak            | Spacewatch                |
| 284979             | 2010 GO105             | 7 d'abril de 2010      | Kitt Peak            | Spacewatch                |
| 284980             | 2010 GC118             | 10 d'abril de 2010     | Mount Lemmon         | Mt. Lemmon Survey         |
| 284981             | 2010 GT119             | 11 d'abril de 2010     | Mount Lemmon         | Mt. Lemmon Survey         |
| 284982             | 2010 GS124             | 6 d'abril de 2010      | Kitt Peak            | Spacewatch                |
| 284983             | 2010 GG127             | 10 d'abril de 2010     | Kitt Peak            | Spacewatch                |
| 284984 Ikaunieks   | 2010 GC158             | 12 d'abril de 2010     | Baldone              | K. Cernis, I. Eglitis     |
| 284985             | 2010 GO158             | 14 d'abril de 2010     | Mount Lemmon         | Mt. Lemmon Survey         |
| 284986             | 2010 HT23              | 25 d'abril de 2010     | Mount Lemmon         | Mt. Lemmon Survey         |
| 284987             | 2010 HH105             | 20 de setembre de 2001 | Socorro              | LINEAR                    |
| 284988             | 2010 JV35              | 5 de maig de 2010      | Mount Lemmon         | Mt. Lemmon Survey         |
| 284989             | 2010 JP38              | 5 de maig de 2010      | Nogales              | Tenagra II                |
| 284990             | 2010 JF76              | 5 de maig de 2010      | Mount Lemmon         | Mt. Lemmon Survey         |
| 284991             | 2010 JU111             | 12 de maig de 2010     | Mount Lemmon         | Mt. Lemmon Survey         |
| 284992             | 2010 JA148             | 12 de maig de 2010     | Kitt Peak            | Spacewatch                |
| 284993             | 2010 JD171             | 5 de maig de 2010      | Mount Lemmon         | Mt. Lemmon Survey         |
| 284994             | 2010 KD60              | 20 de maig de 2010     | Haleakala            | M. Micheli                |
| 284995             | 2010 KF124             | 31 de maig de 2010     | WISE                 | WISE                      |
| 284996 Rosaparks   | 2010 LD58              | 9 de juny de 2010      | WISE                 | WISE                      |
| 284997             | 2010 NV7               | 4 de juliol de 2010    | WISE                 | WISE                      |
| 284998             | 2010 NU29              | 7 de juliol de 2010    | WISE                 | WISE                      |
| 284999             | 2010 NN90              | 2 de juliol de 2010    | WISE                 | WISE                      |
| 285000             | 2010 OS56              | 23 de juliol de 2010   | WISE                 | WISE                      |